# United States Sanitary Commission

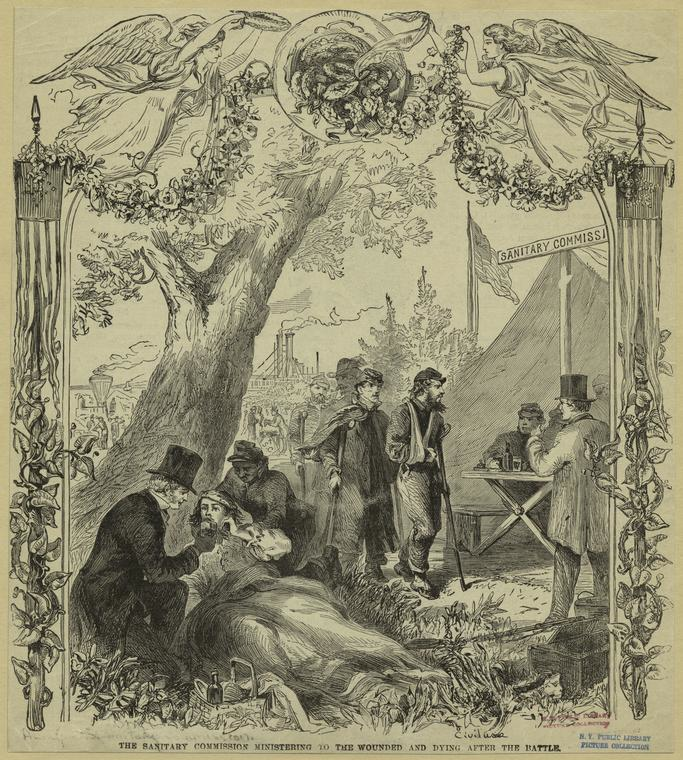
La Sanitary au chevet des blessés et des mourants dans un poste de soins avancé (New York Public Library).

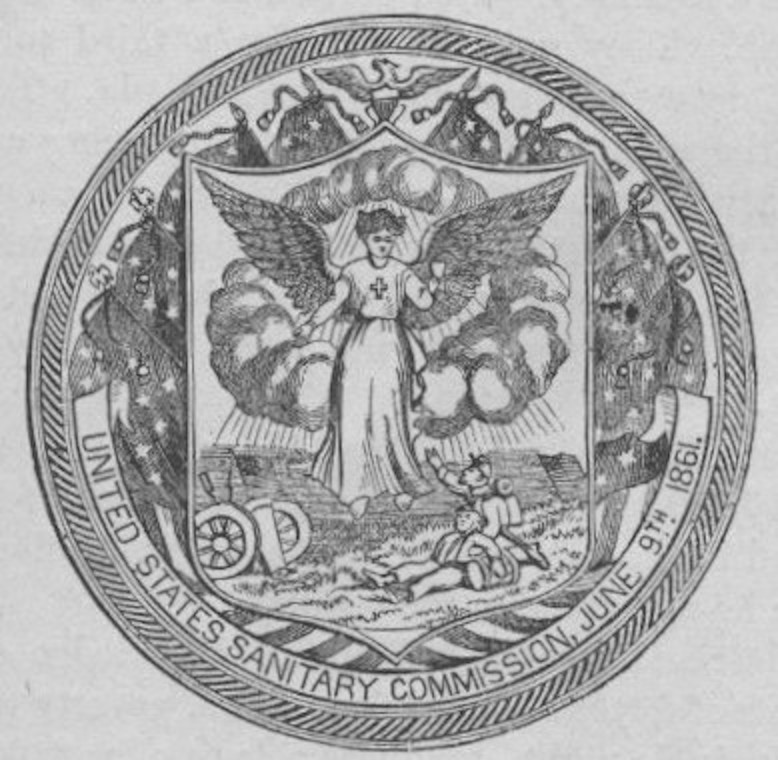
Le sceau de la USSC.

Pendant la guerre de Sécession, la United States Sanitary commission (USSC), connue également sous le diminutif de Sanitary, fut la principale organisation non gouvernementale de secours aux blessés et aux malades de l'armée de l’Union. Sa méthode de travail, fondée sur l’inspection, l’information et la responsabilisation des officiers, lui permit de dépasser largement le rôle consultatif qui lui avait été assigné par une loi du 18 juin 1861.
Très inspirée par le travail et les résultats de la British Sanitary Commission, son équivalent britannique au moment de la guerre de Crimée, elle fut déterminante dans l’évolution de l’organisation sanitaire des armées de l’Union, et imposa avec succès, par l'inspection et la statistique, contre les atermoiements de l’administration et au milieu des luttes d’influence, un nouveau modèle sanitaire fondé sur l’organisation, la prévention et l’hygiène.
Grâce à l'engagement humanitaire et à la hauteur de vue de ses inspirateurs, à une organisation très efficace et à une logistique à la fois réactive et rigoureuse, la Sanitary fut par ailleurs le principal canal de distribution, au front, dans les campements et dans les hôpitaux, des ressources provenant de la générosité publique, dont elle fut le répartiteur quasiment exclusif pendant toute la guerre.
Elle prit également en charge des opérations d'urgence, suppléant souvent le Gouvernement pour faire face aux conséquences des combats, et subvint aux besoins de milliers de soldats démobilisés, estropiés ou à la dérive, venant aussi en aide aux vétérans et à leur famille.

## Contexte

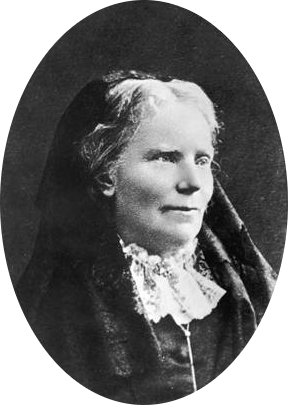
Elizabeth Blackwell, première femme médecin des États-Unis, fut à l'origine, avec H. W. Bellows et E. Harris, de la création de la Woman's Central Relief Association qui donna naissance à la USSC.

Au déclenchement de la guerre de Sécession, un vaste mouvement de sympathie se développa dans les populations civiles vis-à-vis des hommes qui s'engageaient en masse dans les régiments de volontaires.
Ces unités, levées localement dans les grandes villes ou à l'appel des États, restèrent organisées, pendant environ 18 mois, sur le mode de la milice, élisant bon nombre leurs officiers et recrutant leurs cadres parmi les citoyens en vue de leur lieu d'origine. L'état-major de l'armée, convaincu que ces bataillons de civils hâtivement appelés sous les drapeaux ne pourraient jamais lui être d'aucun secours dans un conflit qui ne devait pas durer plus de trois mois, ne se sentait aucunement responsable de leur organisation, de leur formation ou de leur intendance. Cette négligence de l'armée, associée à l'impéritie des officiers des régiments de volontaires, produisit ses premiers effets dès que ceux-ci se furent éloignés de leurs ports d'attache, où leurs épouses, fiancées, sœurs et mères, pouvaient compenser cette absence d'organisation.
Dès que ces troupes issues de l'enthousiasme populaire se mirent en marche pour rejoindre dans un premier temps Washington, les civils restés à l'arrière, et en tout premier lieu les femmes qui les avaient entourés de leurs soins tant qu'elles étaient restées à leur portée, réalisèrent, en lisant la presse et les lettres des volontaires, l'étendue des problèmes que posait au quotidien l'entretien de ces masses d'hommes à peine encadrés et pour lesquels aucun service d'intendance n'avait été prédisposé.
Les premières à s'organiser furent les femmes de Bridgeport (Connecticut) qui créèrent une association de secours le 15 avril 1861, au moment même où le président Lincoln lançait son appel à la levée des troupes. Elles furent suivies par les femmes de Charlestown et de Lowell. Le 19 avril 1861, une association fut créée à Cleveland pour s'occuper des familles des volontaires (ceux-ci n'étant que des supplétifs dont le statut n'était pas défini, leurs familles ne pouvaient compter sur aucune aide en cas de malheur).
C'est dans ce contexte que fut également créée, à New-York, à la fin du mois d'avril et à l'initiative du Dr Elizabeth Blackwell (première femme à recevoir un diplôme de médecine sur le territoire des États-Unis), la Women's Central Association of Relief, l'association féminine qui allait tout à la fois donner naissance à la U.S. Sanitary Commission et être un de ses principaux auxiliaires tout au long du conflit. Répondant à l'appel signé par « quatre-vingt-douze dames parmi les plus connues et les plus influentes de New York », de très nombreuses femmes se mirent au service de l'association, dont la direction fut confiée, signe des temps, à un bureau et à un exécutif exclusivement masculins,,.

## Création de laU.S. Sanitary Commission

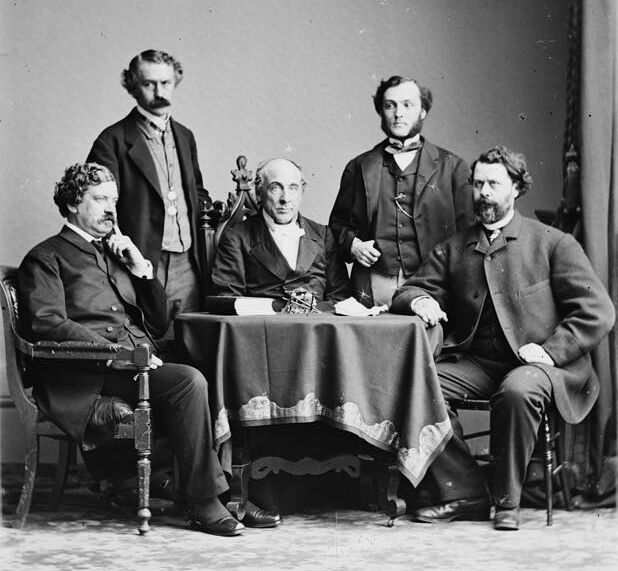
Cinq membres du bureau de la Sanitary. De gauche à droite, William Holme Van Buren, George Templeton Strong (trésorier), Henry Whitney Bellows (président), Cornelius Rea Agnew et Oliver Wolcott Gibbs (Bibliothèque du Congrès LC-B813- 1816 B).

C'est au Dr Henry Whitney Bellows, pasteur de la First Congregational (Unitarian) church de New York, qu'incomba la tâche de représenter le mouvement, de le canaliser dans ses premières initiatives, puis d'assurer la présidence de la Sanitary Commission tout au long de la guerre.
Il rencontra tout d'abord le Dr Satterlee, responsable du service médical des armées à New York, pour évoquer les besoins des troupes et la manière dont les civils pouvaient éventuellement participer à les satisfaire. Cette démarche fut reçue avec surprise et incompréhension, de la part d'un service médical qui sous-estimait totalement les enjeux à venir et n'imaginait pas un instant que des civils puissent apporter autre chose que de la confusion,.
Cette rebuffade ne découragea pas les promoteurs de l'initiative, qui décidèrent de faire part de leur disponibilité à Washington. Ils y furent reçus à la mi-mai 1861. La délégation était composée des Drs Bellows et Harris, pour la Women's Central Relief Association, du Dr Van Buren, représentant la Physicians and Surgeon Association et du Dr Jacob Harsen, pour la Lint and Bandage Association Ils présentèrent leurs vues à Winfield Scott, général en chef des troupes de l'Union, puis au Dr Wood, qui faisait alors fonction de Surgeon general en l'absence, pour raisons de santé, du Dr Lawson, titulaire du poste.
De nouveau, ils durent faire face à l'aveuglement de leurs interlocuteurs. Comprenant que la mise en place d'une commission sanitaire pourvue d'un pouvoir d'exécution, sur le modèle britannique, était vouée à l'échec, ils proposèrent une commission consultative d'inspection composée de civils, de médecins et de militaires. Cette approche, formalisée par la délégation dans une lettre envoyée le 18 mai 1861 au secrétaire à la Guerre fut appuyée par le Surgeon general dans un courrier daté du 22 du même mois. Ayant convaincu ce premier niveau de décision, ils durent encore abattre les obstacles politiques, jusqu'au président Lincoln qui considérait une telle commission comme « la cinquième roue du carrosse » et se trouvèrent à nouveau en butte aux réticences d'un nouveau Surgeon general, le Dr Finley, Lawson ayant entretemps succombé à la maladie.
« C'est une faiblesse criminelle que de confier des responsabilités de l'ordre de celles qui pèsent sur le chef du service de santé à un imbécile content de soi, étroit d'esprit, condescendant, pour la seule raison qu'il est le plus âgé de tous les vieux médecins qu'on trouve dans les mess de la garde-frontière du pays. Il ne sait rien faire, ne fait rien et n'est d'ailleurs capable de rien savoir ni de rien faire, sinon pour pinailler pour des questions de formes ou de précédents. »
Après avoir réduit le champ d'action de la Commission aux régiments de volontaires, leur nouvel interlocuteur accepta finalement le principe d'une commission sanitaire et, le 9 juin 1861, le secrétaire à la Guerre publia un ordre nommant une commission de neuf membres, dont les Drs Bellow et Van Buren, « en lien avec toute autre personne qu'ils choisiront de s'associer ». Dès le 12 juin, ils appelèrent à leurs côtés George Templeton Strong (qui sera le trésorier de la Commission pendant toute la durée de la guerre) ainsi que les Drs Elisha Harris, Cornelius R. Agnew et J. S. Newberry. Le 20, ils confièrent le poste de secrétaire exécutif à Frederick Law Olmsted, architecte et concepteur de Central Park, qui allait incarner l'action de la Commission pendant la première partie de la guerre.

La Commission dût composer avec plusieurs Surgeon generals successifs
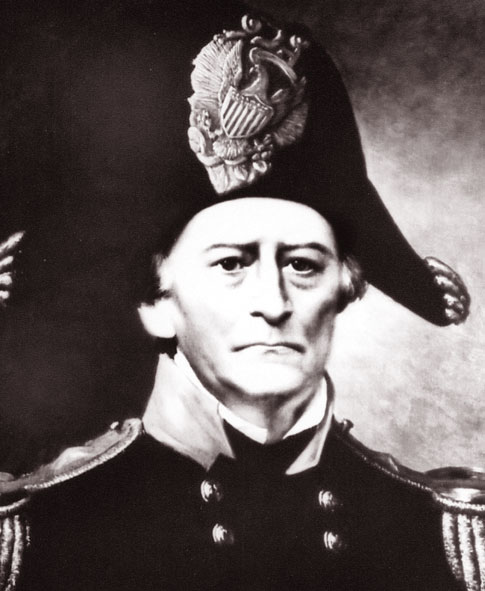
Thomas Lawson (1789-1861), était Surgeon general au déclenchement des hostilités. Il décéda le 15 mai 1861.
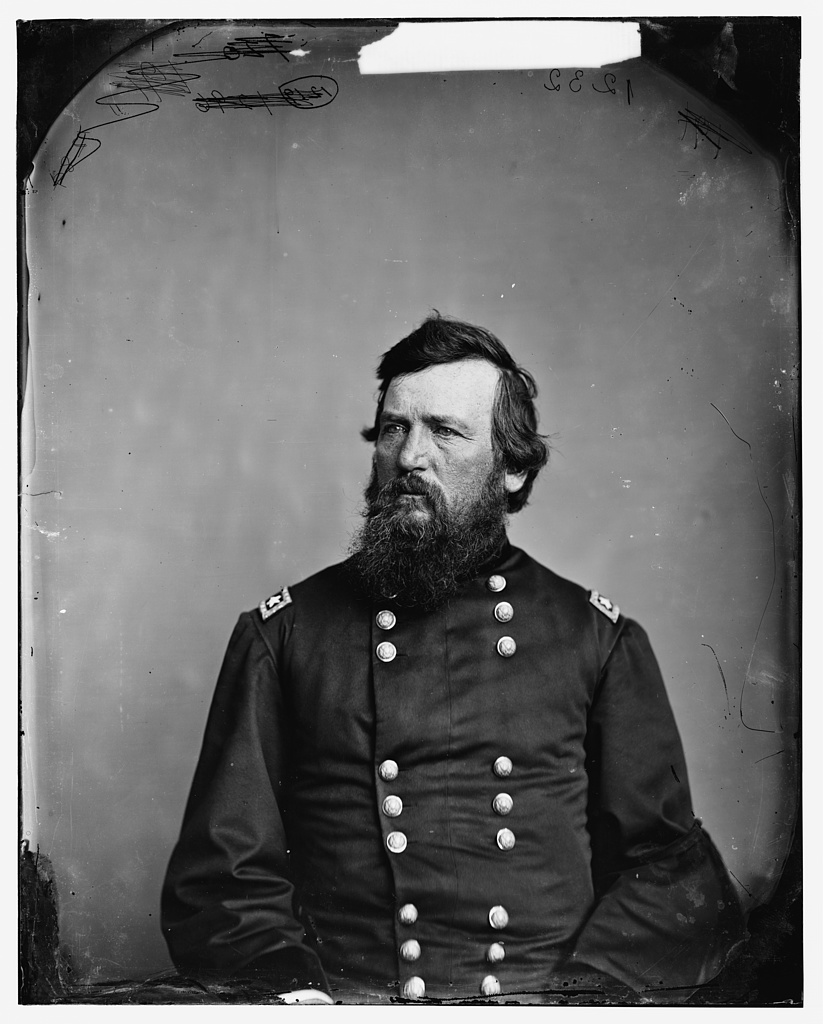
Robert C. Wood assura l'intérim de Lawson et fut brièvement adjoint de Hammond.
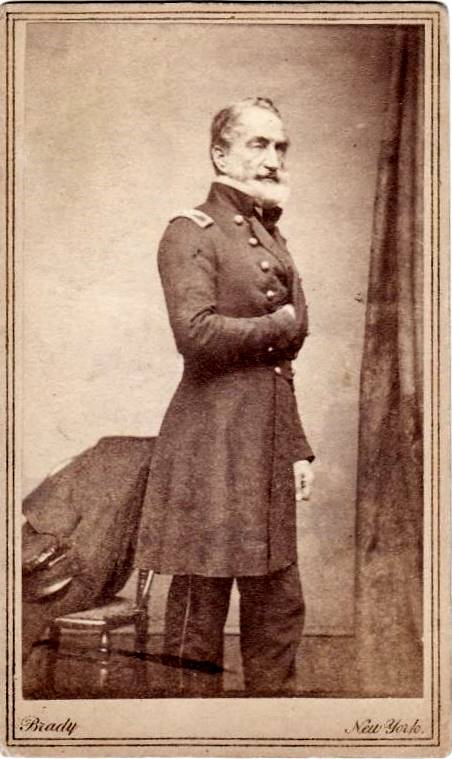
Clement Alexander Finley fut le Surgeon general de l'Union du 15 mai 1861 au 14 avril 1862.
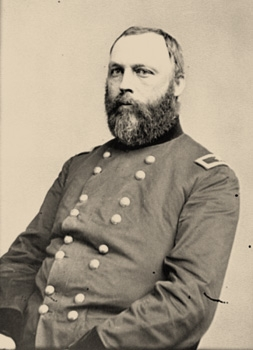
William Hammond succéda à Finley au poste de Surgeon general et mit en œuvre de nombreuses réformes jusqu'à ce qu'il soit écarté, le 18 août 1864.
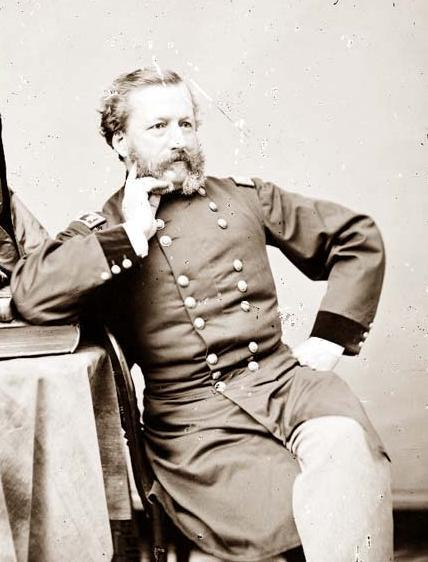
Joseph Barnes fit fonction de Surgeon general à la disgrâce d'Hammond et fut officiellement nommé le 22 août 1864, après son renvoi.

## Les premiers pas

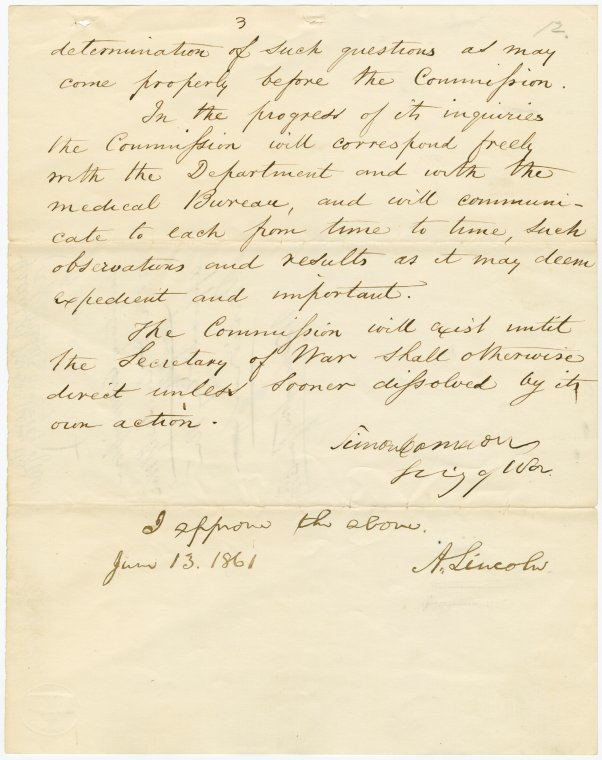
Signatures de Cameron, ministre de la Guerre, et du président Lincoln au bas de l'acte instituant la commission sanitaire (New York Public Library).

Deux comités furent immédiatement créés, l'un chargé des « enquêtes » et l'autre des « avis ». Le premier organisait les inspections et produisait les rapports, le second devait « faire en sorte que les conclusions de la Commission soient approuvées par le service médical, ordonnées par le secrétariat à la Guerre et mises en application par les officiers et leurs hommes ». L'activité de « secours », qui constitua la troisième et la plus visible des branches d'activité de la Sanitary Commission, se développa sous la pression de événements et n'avait pas été planifié par les fondateurs, qui défendaient l'idée qu'un système de prévention rationnel était infiniment plus important que la mise en place de palliatifs. La Commission créa enfin, un département statistique, dont les travaux furent rendus disponibles à la fin du conflit.
Ayant pourvu à ses besoins immédiats en faisant appel à la générosité du public et à celle, bien comprise, des compagnies d'assurances sur la vie, la Sanitary dépêcha ses inspecteurs sur le terrain, dûment précédés par des lettres de recommandation de l'état-major. Parallèlement, un don inattendu conféra à la Commission d'importants moyens d'action. Elle put ainsi s'imposer, face aux associations locales qui commençaient à organiser leur propre logistique, comme l'organe central de redistribution de l'aide, statut qui fut le garant de son efficacité et ne lui fut plus contesté, par la suite, que par la Western Sanitary Commission et par la Christian Sanitary Commission.
Deux délégués inspectèrent les installations de Fort Montroe, deux autres les campements de l'Ouest et deux autres, enfin, visitèrent, dans les premiers jours de juillet 1861, vingt camps de volontaires cantonnés autour de Washington.
Ces inspections menées de manière méthodique confirmèrent les craintes qui avaient présidé à la création de la Commission.
« Aucun système d'évacuation des eaux usées, si essentiel à la santé des hommes, n'existe dans aucun de ces camps, où les tentes sont tellement surpeuplées pendant la nuit que les soldats y sont empoisonnés par l'air vicié. Les feuillées sont inutilement et absolument répugnantes, l'hygiène corporelle est totalement négligée, les vêtements sont faits de mauvais matériaux, et il n'y a pas le début d'un commencement de tentative pour faire respecter les règles ordinaires d'un campement militaire. »
La ration des soldats ne comportait ni fruits, ni légumes verts (ce qui faisait craindre le scorbut) et, concluaient les rapporteurs, la totale absence de discipline empêchait d'imaginer qu'une quelconque règle puisse être imposée par les officiers et appliquée par leurs hommes.
Fidèle à sa méthode, la Commission assortit ces constats de recommandations qui restèrent largement ignorées jusqu'à ce que les premiers combats viennent lui donner dramatiquement raison.

## LaSanitary Commissionaprès la première bataille de Bull Run

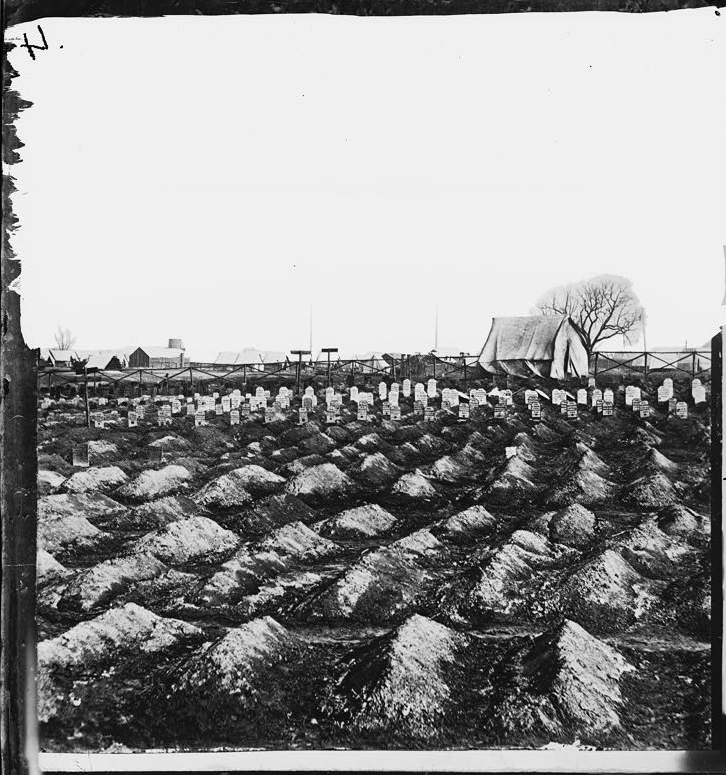
Tombes de soldats à côté de l'hôpital général de City Point (Virginie). Bibliothèque du Congrès LC-B811- 2522.

Dès le désastre de Bull Run (21 juillet 1861), la Commission dépêcha sept inspecteurs pour enquêter de manière méthodique sur tous les aspects de la défaite et de la retraite désordonnée qui lui avait fait suite. Cette enquête « prouva si clairement l'inefficacité des mesures prises par le Gouvernement […] qu'il fut jugé plus prudent de ne pas en dévoiler publiquement les conclusions.
Ce qui ne put pas être masqué fut la déliquescence des régiments défaits dont les hommes, laissés à eux-mêmes, dérivaient dans les rues de Washington.
Le désastre conduisit à la nomination du général McClellan qui mit en place les mesures de discipline auxquelles avaient jusqu'alors échappé les volontaires, et entreprit de rétablir l'ordre dans les rangs de l'armée de l'Union.
Pendant que cette réorganisation se déroulait, l'attention de la Commission se porta sur les hôpitaux des environs de Washington qui furent inspectés dans la seconde moitié de juillet. Trouvant là aussi de graves carences, tant pour les locaux qui avaient été aménagés à la hâte que pour le personnel recrutés de la même manière, la Commission proposa de porter la capacité hospitalière à 15 000 lits en construisant des hôpitaux organisés par « pavillons ». Les autorités, échaudées par leurs précédentes déconvenues, accueillirent cette fois favorablement l'idée et sollicitèrent même les conseils de la Commission pour la construction des bâtiments et leur équipement (octobre 1861).
Parallèlement, six membres de la Commission furent désignés pour poursuivre, de manière systématique, l'inspection des camps. Ils enquêtèrent sur la disposition des campements, l'état et la ventilation des tentes, le couchage et l'habillement des hommes, la qualité de l'eau, le type de ration et la cuisine, la discipline, la personnalité des médecins militaires, les maladies et la mortalité des troupes et la manière dont étaient équipés les hôpitaux. Ce faisant, ils purent diffuser un message de prévention et donner des conseils aux officiers, dont la première faute se révéla être une ignorance totale des règles d'hygiène individuelle et collective et de leurs responsabilités vis-à-vis des hommes dont la vie leur étaient confiés.

## LaSanitary commissionet la réforme du service de santé des armées

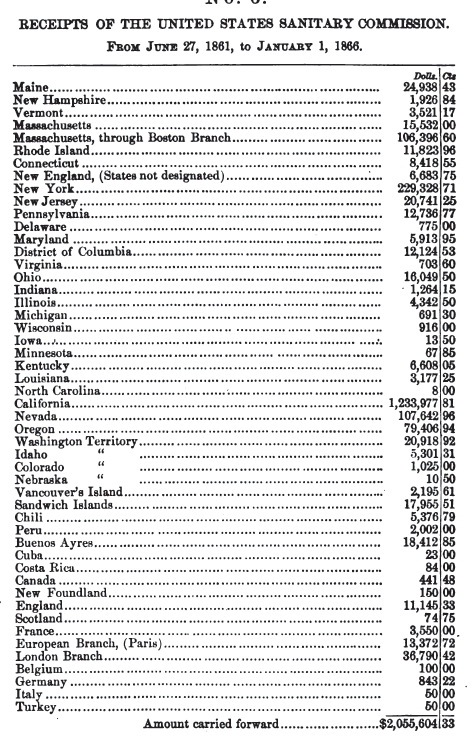
Récapitulatif des dons reçus par la USSC, du 27 juin 1861 au 1er janvier 1866 (New York Public Library).

Alors que le travail de la Commission commençait à porter ses fruits et à être reconnu, ses relations avec les services du Surgeon general continuaient à être tendues, à tel point que, le 12 septembre 1861, elle vota une motion, amplement justifiée par son immobilisme, exigeant son départ et son remplacement. La Commission demanda en outre que le général commandant l'armée du Potomac puisse choisir son propre directeur médical et qu'il lui rapporte directement, que soit créé au plus vite un « régiment d'ambulances » et que l'armée puisse s'adjoindre les services d'un nombre plus important d'infirmiers « hommes et femmes ». Une fois de plus, les recommandations de la Commission restèrent lettre morte et « elle dut, le cœur lourd mais avec un courage intact, poursuivre sa tâche ingrate dans l'ombre froide de la négligence et de l'indifférence du Gouvernement».
À la fin de l'année 1861, la Commission avait effectué près de 400 inspections et publia les résultats dans un rapport qui ne cachait rien des défauts de l'organisation et proposait des solutions. Comprenant que celles-ci ne seraient pas suivies d'effet tant que l'organisation du service médical resterait inchangée, elle proposa au Congrès une réforme profonde. La Commission demandait que la promotion au mérite remplace la promotion à l'ancienneté et que soit nommé à la tête du service médical un homme de caractère, jeune et motivé, reconnu par ses pairs et ayant l'expérience du terrain. Elle proposait un système général d'inspection, la construction d'hôpitaux militaires conçus selon les principes modernes de l'hygiène, la création d'un corps d'ambulanciers rattaché au service médical (et non au fourrier-général), la constitution de réserves de produits médicaux.
Un lobbying intense et le soutien discret des membres les plus jeunes du service médical lui permirent d'avoir gain de cause : le 18 avril 1862, une loi était votée « pour réorganiser et améliorer l'efficacité du service médical de l'armée » officialisant ainsi les changements qui allaient permettre aux projets de la Commission de prendre corps. Tout le projet de la Sanitary n'y était pas repris intégralement, mais le texte confirmait les nominations basées sur le mérite, la création d'un poste d'inspecteur-général et de huit postes de médecins-inspecteurs, les dispositions concernant le transport des blessés et des malades et celles regardant l'administration des hôpitaux généraux.
Les détails étant laissés à la sagacité du Surgeon general, il devint essentiel, pour la Commission, de s'assurer que le poste serait dorénavant occupé par un homme présentant toutes les qualités requises. Elle décida donc de promouvoir la candidature du Dr William Alexander Hammond, qui correspondait au profil souhaité et obtint sa nomination le 25 avril 1862.

## Inspection et réforme des hôpitaux

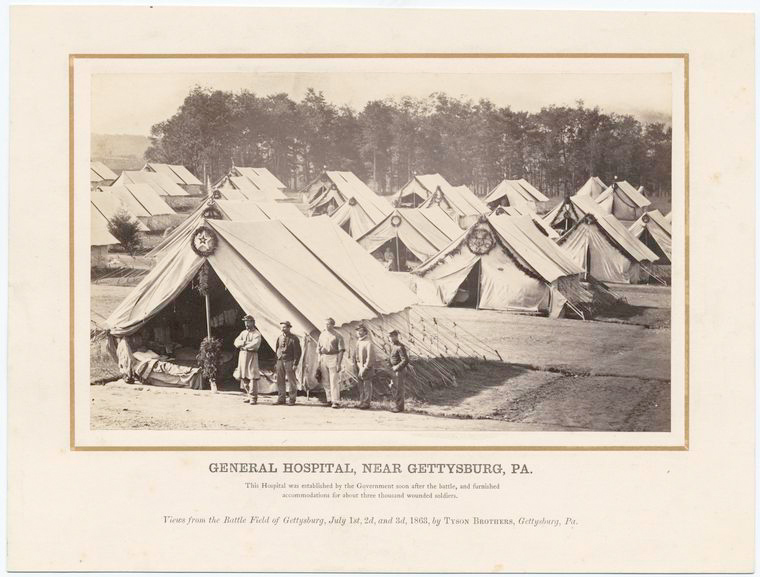
Hôpital général établi par l'Union près de Gettysburg (Pennsylvanie). Il pouvait accueillir près de 3000 patients (New York Public Library).

À l'automne 1862, quand les donations importantes arrivées de Californie permirent à la Commission de structurer et d'étendre son action, une de ses priorités fut d'aider le Gouvernement à administrer l'afflux des blessés et des malades qui affluaient dans les hôpitaux généraux situés à l'arrière. L'Union en comptait alors 184, dont 41 dans le seul District de Columbia. L'ensemble accueillait 65 000 blessés et malades.
Malgré les premières actions ponctuelles réalisées l'année précédente, la situation sanitaire, de l'aveu même du Surgeon general Hammond, y était catastrophique. Inspectant un de ces hôpitaux avant sa prise de poste, il déclara : « Un tel état de choses n'existe dans aucun hôpital du monde civilisé [...] et finalement pire que n'importe lequel de ceux qui ont fait la honte des Alliés pendant la guerre de Crimée ». Une fois en poste, Hammond entrepris de doter l'Union d'un système hospitalier moderne, mais le Service médical de l'armée n'étant pas configuré pour ce type de réforme, il s'appuya sur la Commission sanitaire pour faire un bilan de la situation. Celle-ci nomma un Conseil médical (Van Buren, Agnew et Gibbs), qui mit sur pied un programme et un réseau d'inspection, dont ils confièrent la responsabilité au Dr Henry G. Clark en qualité d'inspecteur-en-chef.
Le programme d'inspection s'étalait sur six mois. Les inspecteurs examinaient tous les aspects de l'établissement, depuis la construction jusqu'au personnel en passant par l'organisation, le ravitaillement, la ventilation, l'hygiène, la gestion, etc.. La plupart des rapports furent retournés avant la fin du mois  de mai 1863 et représentaient un total de 2 500 pages. Outre le fait que les chirurgiens ainsi inspectés bénéficièrent immédiatement des conseils de leurs confrères, le programme produisit des effets pérennes. Des dépôts furent créés, à proximité des hôpitaux, pour les approvisionner en matériel et en médicaments. La supply-list, qui établissait les besoins en fournitures médicales, fut étendue par le Surgeon general et, peu après, deux laboratoires gouvernementaux furent créés à Philadelphie et à New York pour produire les principaux médicaments nécessaires aux soins des soldats hospitalisés. Le Surgeon general entreprit également de réformer les jurys qui statuaient sur les candidatures des médecins désireux de rejoindre l'armée, de modifier le format des registres hospitaliers pour les enrichir en informations médicales, de créer, à Washington, un cabinet de médecine militaire rassemblant, à des fins d'enseignement, des spécimens recueillis sur le terrain. Par-dessus tout, il entreprit un vaste programme de construction d'hôpitaux organisés par « pavillons ».

## Collecte et distribution des secours

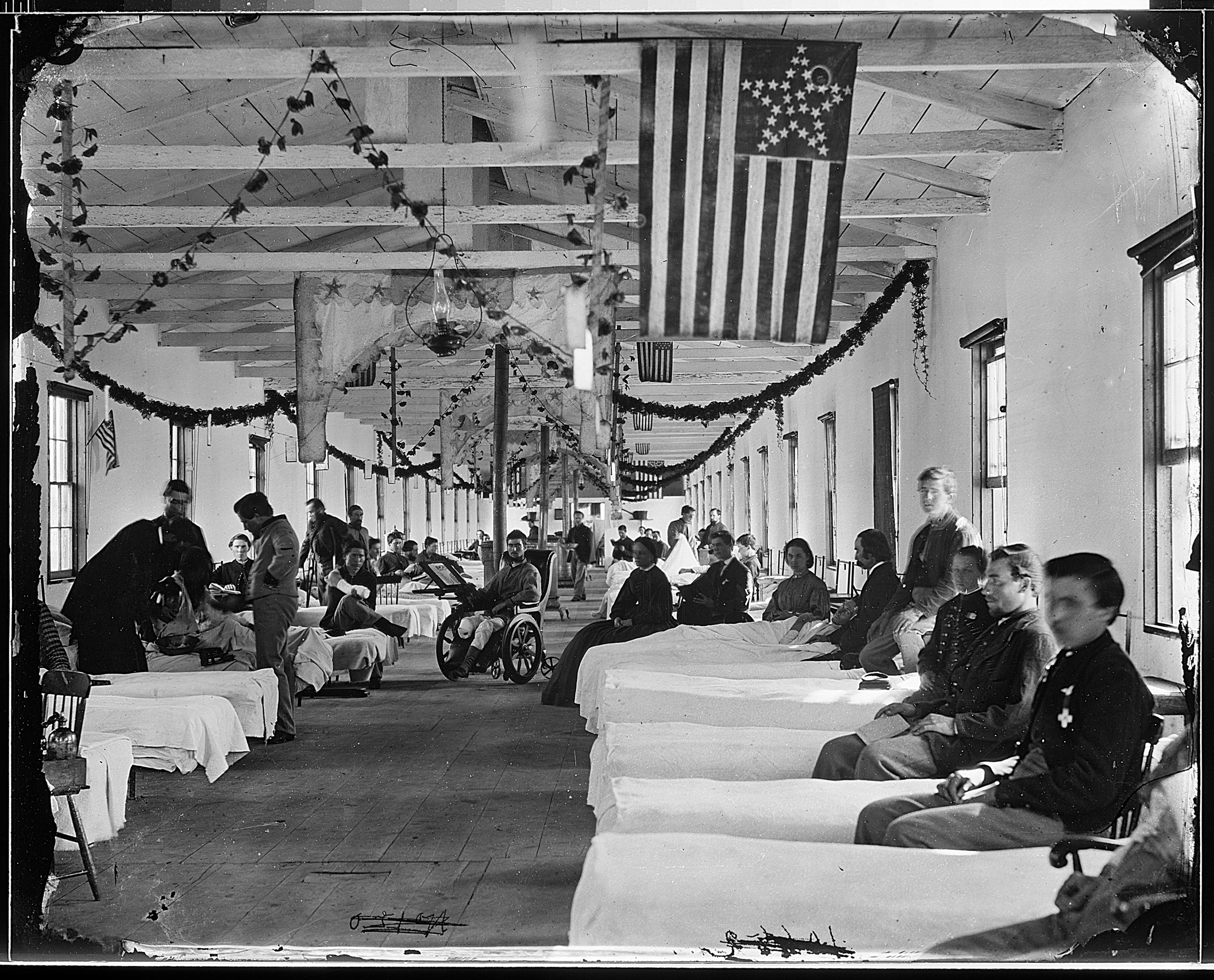
L'intérieur d'une chambrée au Carver hospital, Washington, D. C. (Brady National Photographic Art Gallery).

L'activité de « secours » (relief) de la Commission, destinée à « compléter l'action du Gouvernement sans jamais s'y substituer » était divisée en trois branches : general relief, battlefield relief et special relief. La première était dédiée aux besoins des hôpitaux et des campements ; la seconde s'exerçait aux alentours immédiats du champ de bataille ; la dernière se chargeait des besoins des soldats malades, laissés-pour-compte ou nécessiteux, des réformés, des prisonniers libérés sur parole et des soldats « en situation irrégulière ».
Par principe, la Commission considérait que les soldats étaient placés sous la responsabilité de l'armée et que leur bien-être devait être assuré par celle-ci, la générosité publique se bornant à fournir des moyens complémentaires, tout en laissant le Gouvernement en assurer l'administration aux bénéficiaires. Elle ne faisait exception à cette règle qu'en cas d'absolue nécessité et pour les hommes récemment rendus à la vie civile, pendant la période où ils étaient retenus par des formalités administratives (reliquat de solde, dossier de pension) ou pendant qu'ils regagnaient leurs foyers. La Commission mit sur pied et fit fonctionner, à leur bénéfice, une quarantaine de « maisons du soldat » qui accueillirent, sur la durée du conflit, un million et demi de pensionnaires et leur servirent plus de quatre millions de repas.

## Les secours généraux
Les secours étaient alimentés par l'immense élan de générosité qui mobilisait l'arrière depuis la côte pacifique jusqu'à la Nouvelle-Angleterre. Les associations de bienfaisance faisaient parvenir leurs donations à une dizaine de sous-dépôts répartis sur le territoire de l'Union. Les marchandises y étaient reconditionnées par catégories et y attendaient les réquisitions émanant des dépôts principaux situés à Louisville et à Washington. On les y distribuait aux différents régiments, en prenant soin de constituer des stocks mobilisables en prévision des combats à venir.
Chaque colonne était accompagnée d'un médecin-inspecteur de la Commission, assisté par des adjoints connus sous le nom de relief agents. Ils se déplaçaient avec les corps d'armée et s'assuraient que les « secours » soient acheminés à mesure de leur avancée. Ils inspectaient également les hôpitaux de campagne et s'informaient des besoins sanitaires, fournissant, chaque fois que le gouvernement ne pouvait le faire, le complément de moyens indispensable au bien-être des soldats.

## Les secours sur le champ de bataille

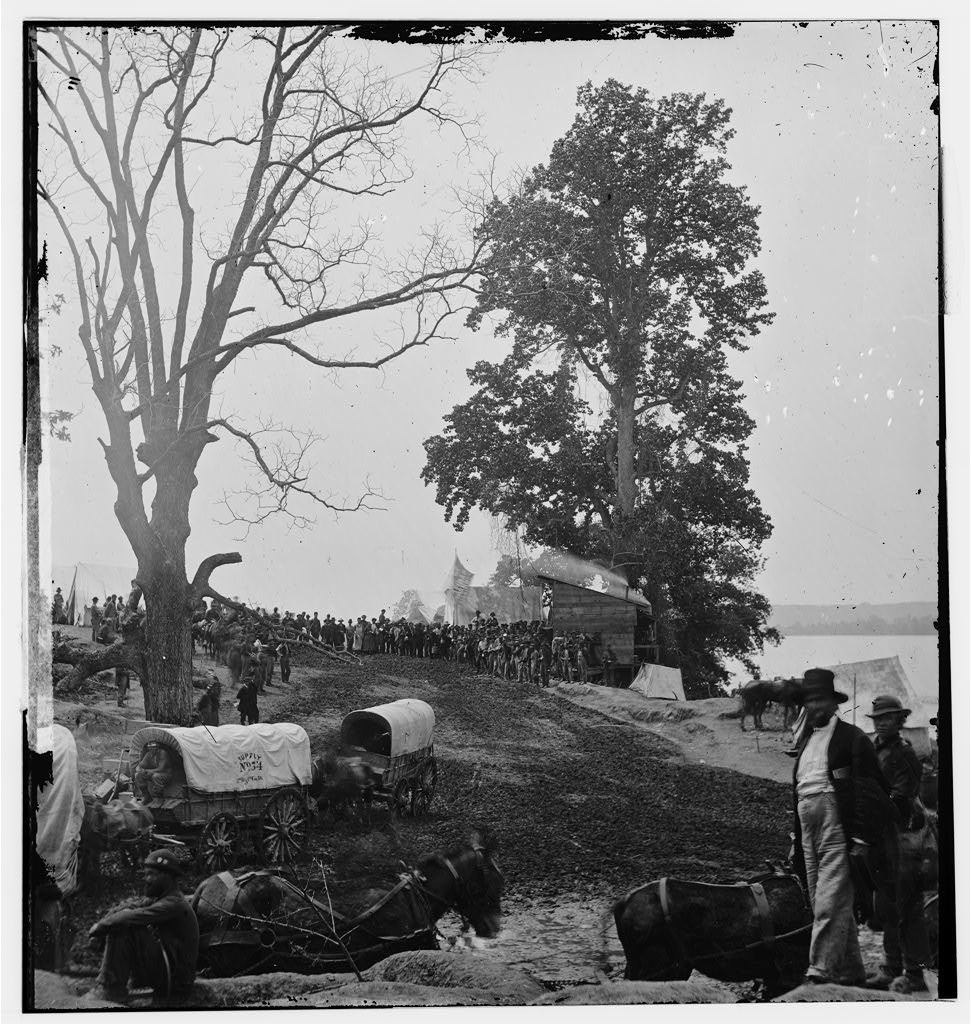
Fourgons de la Sanitary Commission au débarcadère de Belle Plain (Virginie) en 1864 (Bibliothèque du Congrès LC-B811-2478A)

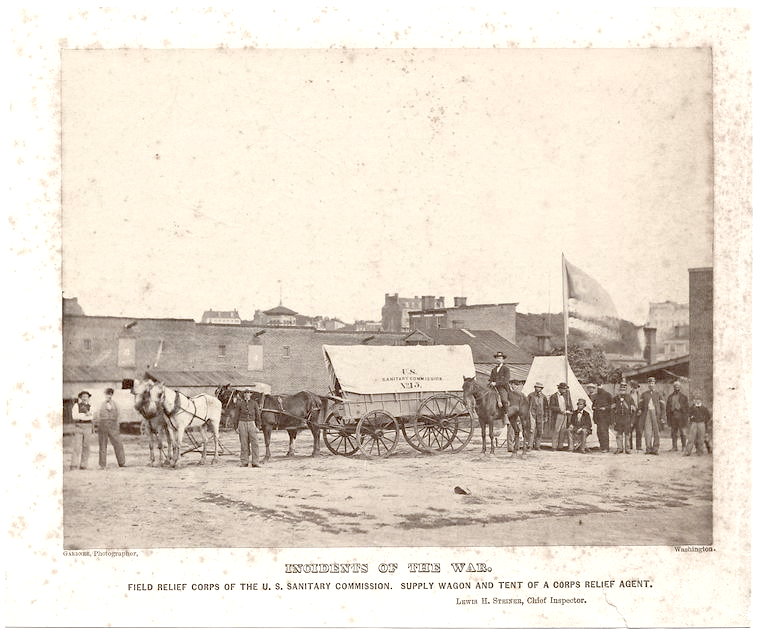
Un fourgon de ravitaillement du field relief corps de l'USSC (New York Public Library).

La nécessité d'organiser l'acheminement de secours « sur le champ de bataille » se manifesta dès les premiers combats d'envergure, au cours desquels les opérations militaires prirent le pas sur toute autre forme d'organisation et laissèrent souvent les combattants sans provisions ni ressources.
Un effort fut entrepris lors des campagnes de Virginie du Nord et du Maryland qui allaient déboucher sur la bataille d'Antietam. Le ravitaillement de l'Union avait été désorganisé par une série de défaites, quarante chariots de matériel médical avaient été capturés par les rebelles et le pont de chemin de fer sur la Monocacy River, par lequel des trains de ravitaillement auraient pu secourir l'armée, avait été détruit. C'est dans ces conditions que se déroula la bataille, laissant sur le terrain une dizaine de milliers de blessés de l'Union, ainsi que de nombreux Confédérés abandonnés par les leurs. Tandis que l'armée s'avérait incapable d'acheminer les moyens nécessaires au directeur médical, la Commission, qui avait anticipé ces difficultés, put les compenser grâce à ses fourgons, placés sous la responsabilité de ses propres agents et réapprovisionnés par des wagons, remplis de matériel et de rations, acheminés à intervalles réguliers depuis Washington. Dès le 19 septembre 1862 (la bataille avait eu lieu le 17) l'intervention de la Commission, appuyée par des organisations caritatives locales, permit de compenser les défaillances du Gouvernement, dont les agents laissèrent, pour une fois, les civils assurer eux-mêmes la distribution,.
Les secours fournis par la Commission furent de nouveau décisifs après la bataille de Perryville, le 8 octobre 1862. Pour se porter au plus vite sur le lieu du combat, les colonnes avaient été allégées au point d'interdire aux médecins militaires de transporter le nécessaire, les laissant totalement démunis face aux 2 500 blessés laissés sur le terrain par l'Union. À l'annonce de l'engagement, l'inspecteur de la Commission stationné à Louisville emprunta trois fourgons et 21 ambulances, les remplit de matériel médical et de ravitaillement et leur fit parcourir les 130 km qui les séparaient du champ de bataille pour porter assistance aux blessés.
En mai 1864, la Commission créa, pour rester au chevet des blessés laissés en arrière par la marche des armées, un auxiliary relief corps, placé sous la responsabilité de Frank B. Fay et composé de volontaires engagés pour des périodes de quatre mois, qui devait subvenir aux besoins immédiats des soldats et accompagner leur rétablissement, moralement si nécessaire. Après une période de formation les membres de ce corps furent immédiatement éprouvés lors de la bataille de la Wilderness. Ils arrivèrent sur place avec du ravitaillement transporté par 40 fourgons attelés à quatre chevaux, établirent des points de ravitaillement à Belle Plains puis se portèrent sur Fredericksburg, où ils durent prendre en charge « plus de 20 000 blessés » qui avaient été jugés intransportables.

## Le service des secours spéciaux

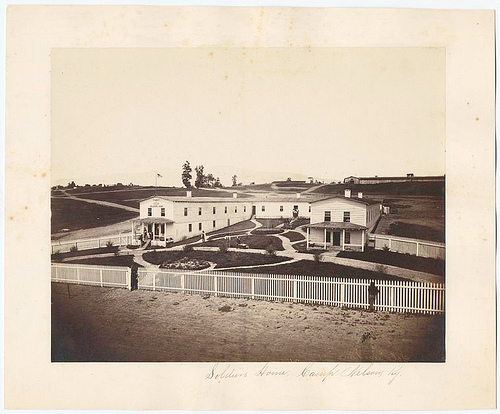
« Maison du soldat » à Camp Nelson (Kentucky). Pendant la guerre de Sécession, la U.S. Sanitary Commission fit fonctionner une trentaine de « maisons du soldat » destinées à accueillir des soldats en transit ou des convalescents.

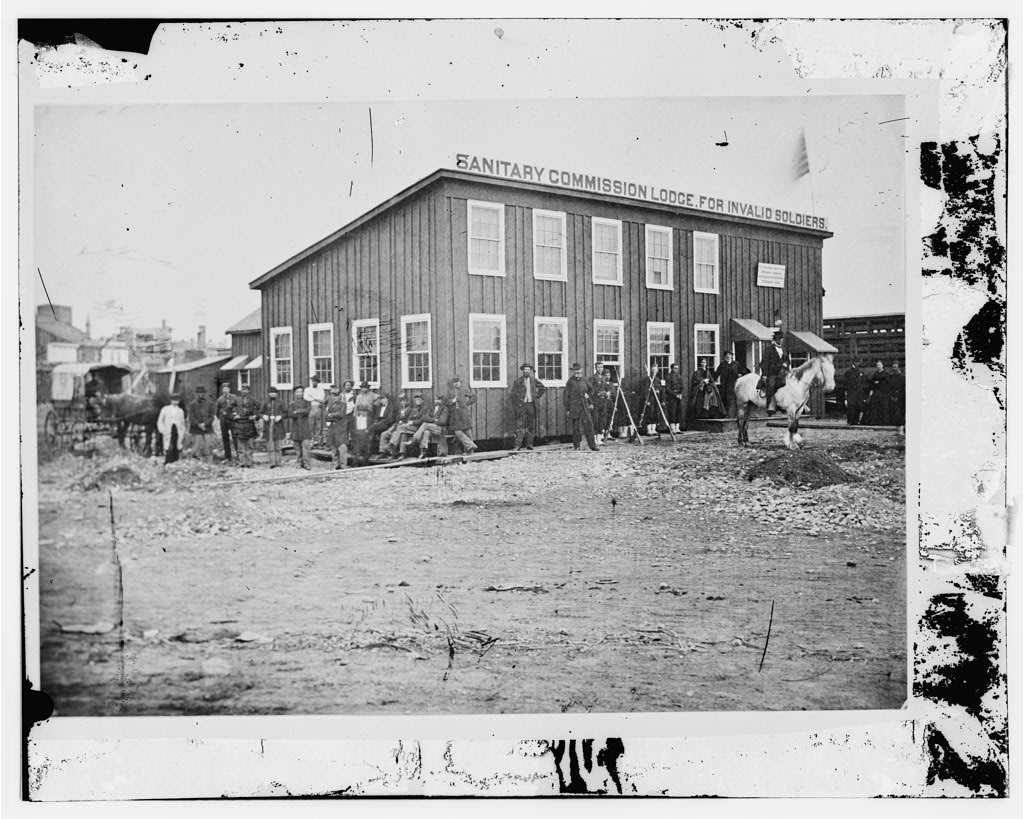
Des lodges étaient souvent annexées aux « maisons du soldat ». Ici, celle d'Alexandria (Virginie) en 1864 (Bibliothèque du Congrès LC-B811-1203A).

Tout au long de la guerre, la Sanitary resta à l'écoute des besoins des soldats et se montra extrêmement flexible pour y répondre de manière adaptée. C'est ainsi que, dès l'arrivée des premiers régiments de volontaires à Washington, elle prit la mesure des très nombreuses situations individuelles de détresse qui n'étaient pas prises en charge par le Gouvernement, et entrepris d'y remédier.
Les maisons du soldat - La Commission demanda, puis prit en main elle-même l'aménagement, à côté de la gare de Washington, d'une « maison du soldat » capable d'accueillir les laissés pour compte qui, n'ayant pas résisté au premières marches et au transport, étaient abandonnés par leurs régiments en route pour de nouveaux cantonnements ou pour le front. D'abord improvisée sous la houlette de Frederick N. Knapp, cette branche se structura rapidement. Elle prenait en charge les malades délaissés dont l'état ne justifiait pas l'admission dans un hôpital général et ceux qui, récemment renvoyés à la vie civile, s'attardaient en ville pour conclure des démarches administratives. Elle les assista pour compléter leurs dossiers, les défendit en cas de litige avec l'armée, finança le retour au foyer des plus démunis, les rendit présentables et s'assura, jusque sur le quai de la gare, qu'ils ne tombaient pas sous la coupe d'aigrefins. L'initiative fut répliquée dans les grandes villes (Boston, Hartford, New York, Philadelphie, Cleveland, Cincinnati, Cairo, Chicago), et aux points de ralliement correspondant aux nœuds ferroviaires (Louisville, Nashville, Memphis, New Orleans, Brownsville, Port Royal). Au total, quarante « maisons du soldat » furent mises sur pied. Elles avaient une capacité totale d'accueil de 2 300 lits et assurèrent quatre millions et demi de repas et plus d'un million de nuits d'hébergement. Leurs agents aidèrent les soldats à récupérer près de deux millions et demi de $ qui leur étaient dus.
Blessés laissés-pour-compte - Les special relief agents prenaient le relais de leurs collègues opérant à proximité des champs de bataille en établissant des postes de ravitaillement aux points de ralliement des blessés convoyés vers les hôpitaux généraux, s'occupant également de ceux qui pouvaient être abandonnés à leur sort dans le feu des opérations militaires.
Convalescents et prisonniers - Le special relief corps était également très actif dans les « camps de convalescence », les « camps de parole » et auprès des prisonniers récemment libérés. Les camps de convalescence avaient été créés, à l'origine, pour accueillir les malades en voie de rétablissement, mais étaient devenus, au fil du temps, des points de ralliement où l'on rassemblait les nouvelles recrues, les traînards et les soldats soupçonnés de désertion. Les camps de parole accueillaient quant à eux, dans des conditions parfois carcérales, souvent très relâchées, des troupes de l'Union libérées sur parole par les Confédérés. La Commission y établit des agents du special relief corps et accompagna les opérations liées aux échanges de prisonniers ou aux libérations de masse de la fin de la guerre.
Registre des hôpitaux - Toujours sensible aux besoins du terrain, le special relief corps mit sur pied un registre des hôpitaux destiné à faciliter le travail des familles à la recherche d'un proche, perdu, dans la confusion des transports et des évacuations, dans un des 233 hôpitaux couverts par le registre. Le bureau central était situé à Washington et ouvrit le 27 novembre 1862. Des bureaux secondaires furent ouverts peu après à New York, Philadelphie et Louisville. Le taux d'élucidation des demandes parvenant à ce service était estimé à 70 %.
Bureau des pensions - Le special relief corps prenait également en charge les démarches que ses protégés devaient immanquablement entreprendre pour faire valoir leurs droits vis-à-vis de l'armée, qu'il s'agisse de solde, de prime ou de pension. Devant l'afflux des dossiers, un véritable service dut être créé, le 10 février 1863, qui devint rapidement la voie quasiment officielle pour ce type de demande Cette branche d'activité de la Commission fut la seule qui resta active après la fin du conflit.
Le special relief corps s'intéressa également au sort des épouses et des mères qui venaient rendre visite à leurs malades ou à leurs blessés, leur organisant un hébergement décent à proximité des hôpitaux généraux. Il s'interposa dans l'approvisionnement des hôpitaux de Washington pour mettre fin aux spéculations sur les fournitures alimentaires et s'attacha les services de plusieurs détectives, chargés de protéger les soldats affaiblis ou désemparés contre les profiteurs de tout poil qui grouillaient autour des points de ralliement et dans les gares de l'Union.

## Le service des «statistiques vitales»
Réalisant que le passage sous les drapeaux de « deux millions et demi d'hommes » constituait une occasion unique de faire avancer la science en établissant des statistiques, la Sanitary mit en place un service des « statistiques vitales ». Tout d'abord axées sur les effectifs et l'état des troupes nouvellement assemblées, les premières statistiques furent collectées dans le courant de l'été 1861. Elles furent complétées par l'enquête effectuée après la bataille de Bull Run et alimentées ensuite constamment par les rapports des 1 482 inspections réalisées par la Commission et touchant 870 unités.
Des enquêtes thématiques furent ponctuellement organisées, pour évaluer, par exemple, l'impact des marches forcées sur la santé des hommes après la bataille de Gettysburg.
Du printemps 1862 jusqu'à la fin 1864, la Commission eut en outre accès aux registres des hôpitaux généraux et exploita les rapports mensuels des régiments mettant en évidence le nombre de malades et les effectifs totaux avec les explications concernant leurs variations. Sans idée précise sur leur future exploitation, la Commission collecta également des données concernant l'origine des combattants, leur poids, leur taille, leur âge, leur pouls, leur rythme respiratoire, leur capacité pulmonaire, etc.
Certaines de ces données furent analysées pendant le conflit et donnèrent lieu à des communications et à des articles rédigés par des membres de la Commission. Elles firent l'objet d'une exploitation systématique après la fin de la guerre et servent encore de référence pour les chercheurs.

## Autres actions

### Transports des blessés et des malades

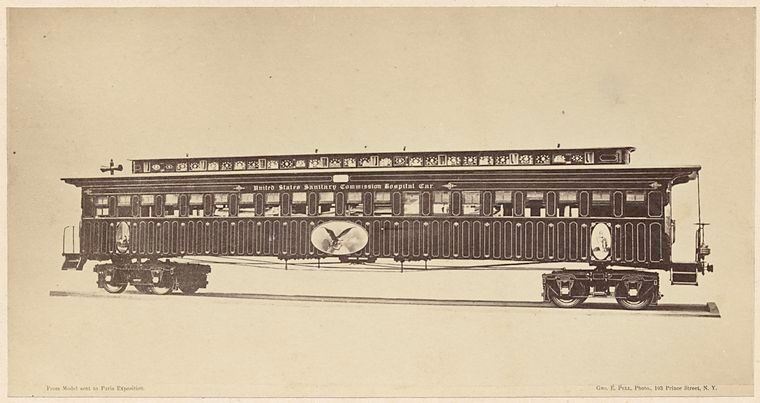
Un wagon-hôpital affrété par l'USSC pour le transport des blessés et des malades (New York Public Library).

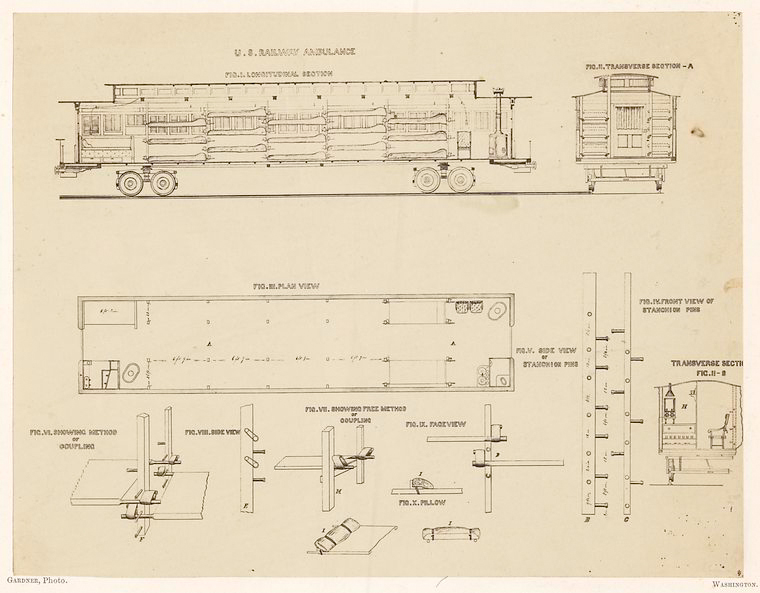
Plan d'un wagon-hôpital affrété par l'USSC pour le transport des blessés et des malades (New York Public Library).

Face aux souffrances indicibles endurées par les blessés pendant leur transport, les organisations caritatives, et en tout premier lieu la Sanitary, proposèrent des améliorations et mirent à disposition du personnel. Les transports improvisés dans des wagons de marchandises (ou pire, à bestiaux) ou sur des bateaux et des barges équipés à la hâte (voire sans aucun aménagement) furent progressivement remplacées, autant que faire se pouvait, par des moyens de transports conçus pour le confort et l'hygiène des blessés.

### La lutte contre le scorbut
À plusieurs reprises, les armées de l'Union furent touchées par le scorbut et la Commission intervint pour prévenir et empêcher la propagation de cette maladie. Elle contribua à identifier des problèmes de distribution internes à l'armée qui mettaient les soldats à la portion congrue malgré un approvisionnement en apparence suffisant. Elle fit appel à l'arrière pour supplémenter les rations en légumes et mit en place un programme de « jardins hospitaliers » dont les potagers, cultivés par les convalescents, assurèrent l'équilibre alimentaire des malades et des blessés.

### Sanitary ReporteretSanitary Bulletin
Constatant que les médecins qui avaient rejoint l'armée de l'Union étaient peu préparés à faire face à l'exercice de la médecine militaire, la Commission fit rédiger, imprimer et distribuer une « bibliothèque médicale portative ». Elle se composa finalement de 17 fascicules couvrant tous les thèmes pratiques auxquels les médecins étaient confrontés, des maladies vénériennes à la chirurgie. La Commission publia également, pendant toute la durée de la guerre, deux bulletins, le Sanitary Reporter pour l'Ouest et le Sanitary Bulletin pour l'Est. Ils paraissaient toutes les deux semaines et reproduisaient des correspondances, des rapports d'inspection, des lettres de donateurs, des témoignages d'infirmières, d'inspecteurs, de chirurgiens, des anecdotes, des lettres et des poèmes de soldats blessés, prisonniers ou secourus par la Commission. Chaque numéro contenait également des listes de bénéficiaires, des états de dépenses, des volumes de denrées, le tout destiné à rassurer les donateurs et à leur garantir le bon emploi que la Commission faisait de la générosité publique.

## Personnalités liées à la Commission sanitaire
- Elizabeth Blackwell (1821-1910), fut la première femme à recevoir un diplôme de médecine sur le territoire des États-Unis. Rejetée par les institutions existantes, elle créa avec l'aide de sa sœur Emily, son propre dispensaire (la  New York Infirmary for Indigent Women and Children) où germa le projet de la Woman's Central Relief Association qui allait donner naissance à la USSC.
- Henry Whitney Bellows (1814-1882), pasteur de la First Congregational (Unitarian) church de New York, fut un des cofondateurs de la USSC. Il en assura la présidence tout au long de la guerre. Bon orateur, il plaida constamment la cause de la Commission auprès du public et du Gouvernement, aplanissant les difficultés politiques et les susceptibilités soulevées par l'action de son directeur exécutif et de ses inspecteurs.
- Alexander Dallas Bache (1806-1867) surintendant de la United States Coast Survey, une organisation destinée à cartographier les côtes américaines, fut le vice-président de la Sanitary. Universitaire renommé, il était diplômé de West Point et avait servi, de 1825 à 1829, comme lieutenant dans le génie.
- William Holme Van Buren (1819-1883) était un médecin et un chirurgien de très grande renommée, qui avait étudié à Paris et servi dans l'armée française dans les années 1840. Le président Lincoln lui proposa le poste de Surgeon général, qu'il déclina. Il est l'auteur de nombreux articles et traités, dont le manuel pratique Rules for Preserving the Health of the Soldier, qui fait partie des 17 monographies publiées par la Commission. Il était un des trois membres du conseil médical de la Commission.
- Elisha Harris (1824-1884) médecin responsable du Grand hôpital de quarantaine situé sur Staten Island (New York). Expert en prévention et fin connaisseur des mesures mises en place pendant la guerre de Crimée, il organisa avec Bellows, à l'invitation du Dr Elizabeth Blackwell, la réunion du 25 avril 1861 qui allait conduire à la création de la USSC. Il fut un des cofondateurs et une de ses chevilles ouvrières.
- George Templeton Strong (en) (1820-1875), avocat et membre influent de l'élite new yorkaise, il est aujourd'hui connu pour le journal qu'il rédigea quotidiennement, de l'âge de 15 ans jusqu'à sa mort. Il fut le trésorier de la USSC, dont il était membre fondateur, pendant toute la durée du conflit et supervisa la collecte et la distribution de plus de 5 millions de $. Il participa également aux inspections de terrain et, en 1862, son épouse s'engagea brièvement comme infirmière sur un navire-hôpital.
- John Strong Newberry (1822-1892), médecin, géologue, explorateur et écrivain, était le surintendant de la Commission et son secrétaire adjoint, chargé de mission dans l'Ouest et basé à Louisville (Kentucky). Il fut un organisateur hors pair et couvrit le théâtre de l'Ouest de septembre 1861 à juillet 1866.
- Samuel Gridley Howe (1801-1876), engagé à 23 ans comme médecin et combattant dans la révolution grecque, pionnier de l'éducation des aveugles aux États-Unis et ardent abolitionniste, il fut un des directeurs de la USSC[34].
- Frederick Law Olmsted architecte et concepteur de Central Park. Il incarna, en qualité de secrétaire exécutif, l'action de la Commission pendant la première partie de la guerre. Epuisé par la tâche, il démissionna en septembre 1863.
- Oliver Wolcott Gibbs (1822-1908) était un médecin et un chimiste réputé. Il avait étudié en Allemagne et à Paris. Son frère Alfred était brigadier général dans l'armée de l'Union. Il fut l'un des membres fondateurs de la Commission et en fut un des garants scientifiques. Un des trois membres du conseil médical de la Commission.
- Cornelius Rea Agnew (1830-1888) était médecin, chirurgien et Surgeon general de l'État de New York. Pendant la guerre de Sécession, il fut directeur médical du New York Volunteer Hospital. Il était un des trois membres du conseil médical de la Commission.

Huit figures marquantes de la Commission sanitaire
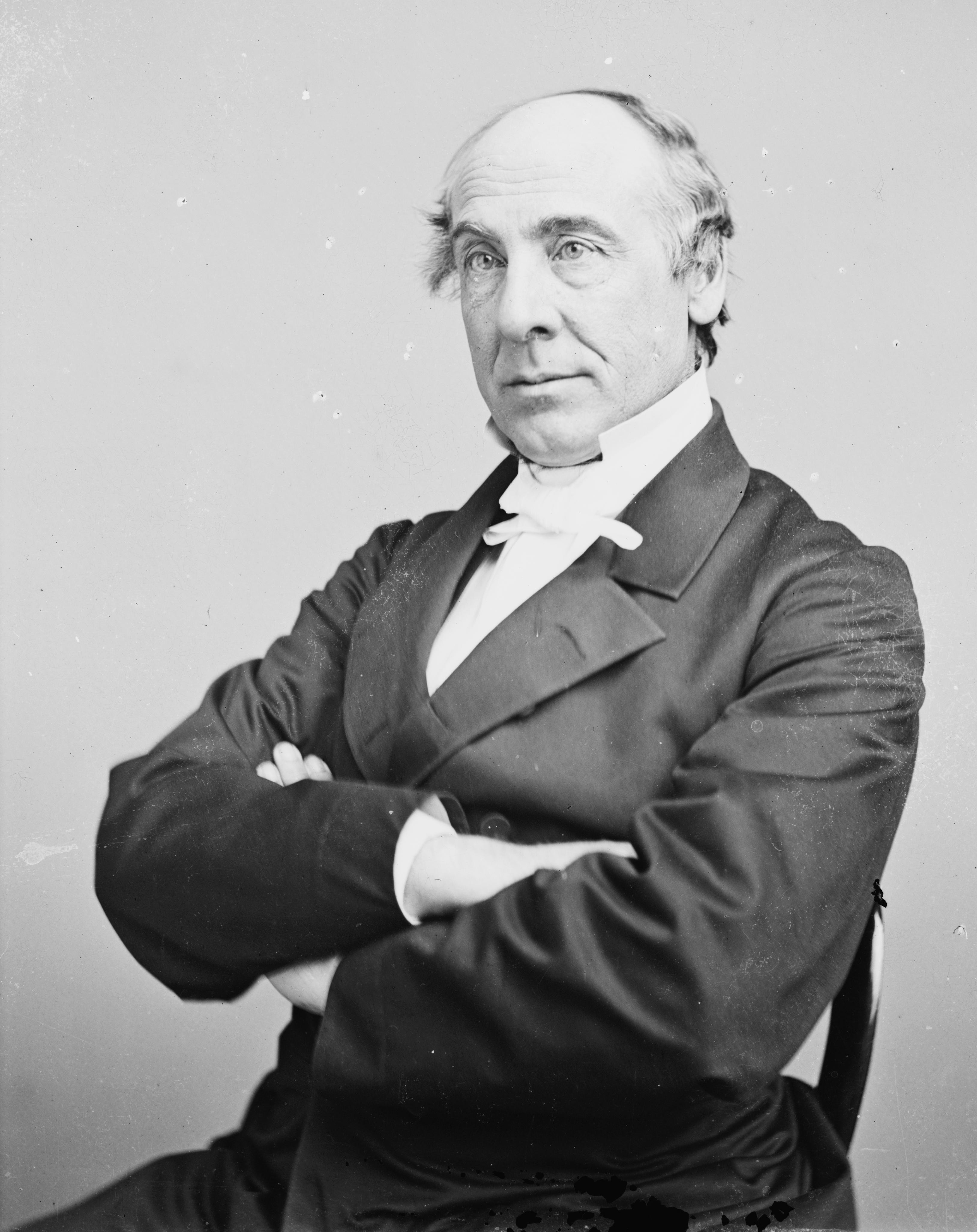
Henry Whitney Bellows. Il assura la présidence de l'USSC de sa création à sa dissolution.
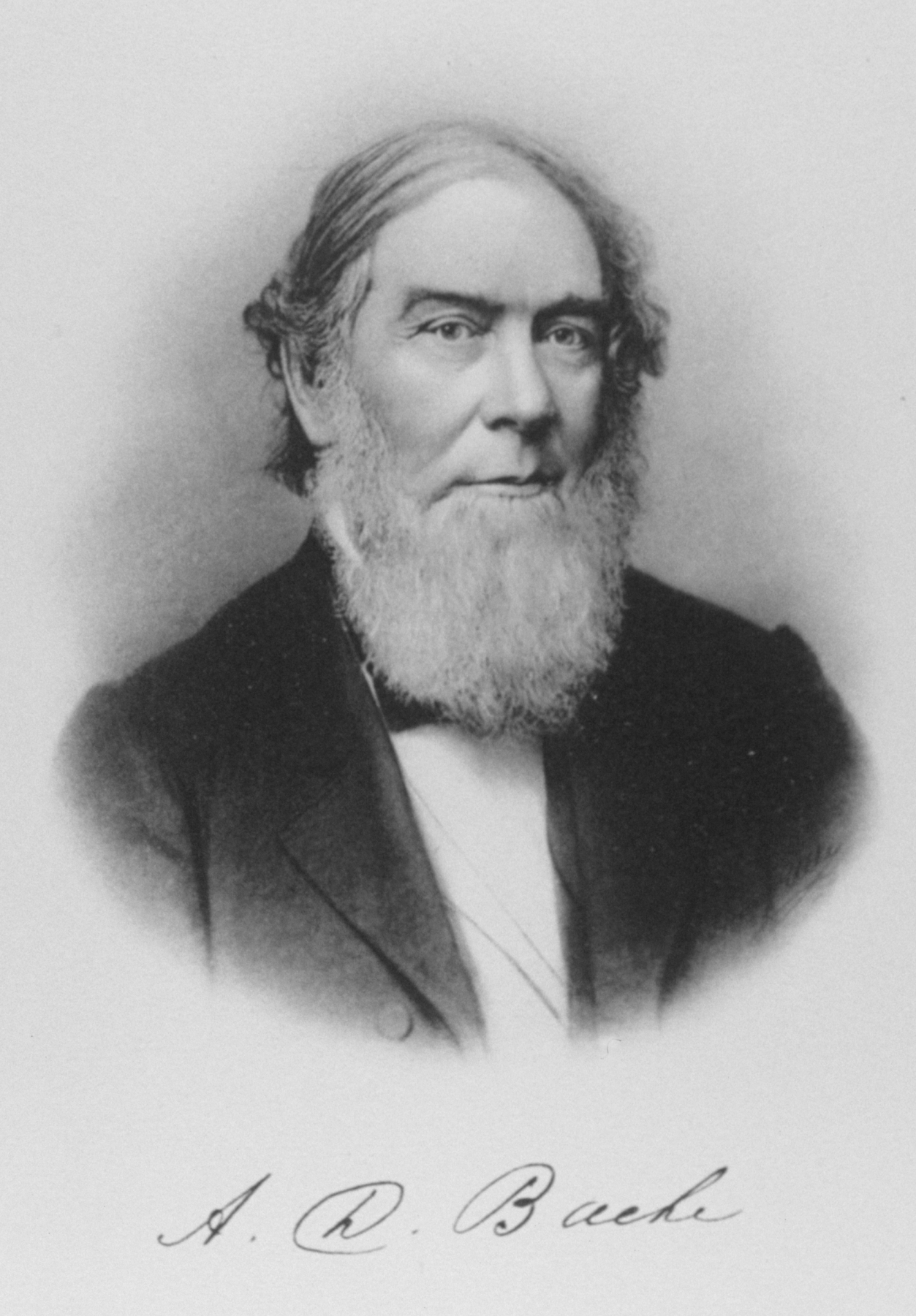
Alexander Dallas Bache, vice-président de la Sanitary.
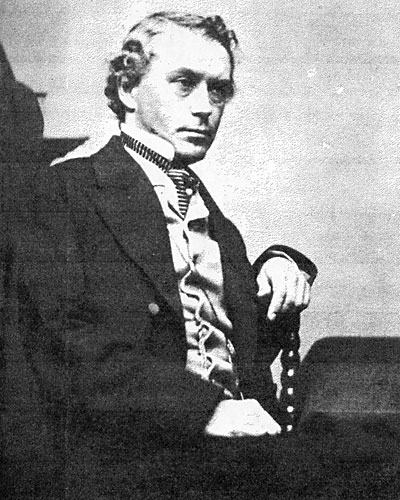
GeorgeTempleton Strong, membre fondateur et trésorier de l'USSC.
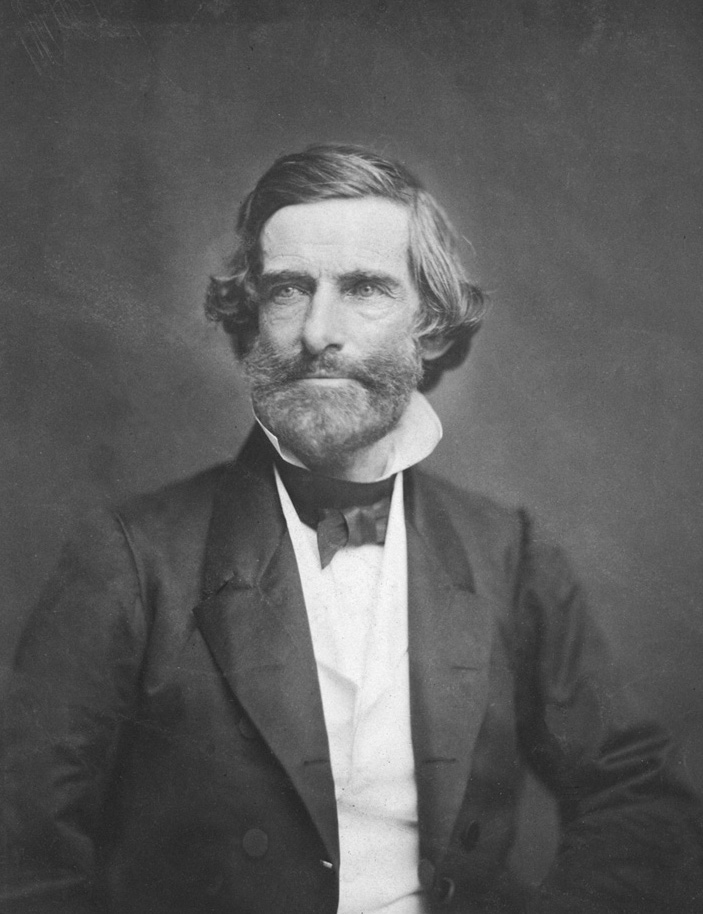
Samuel Gridley Howe, médecin et abolitionniste fervent, fut un des directeurs de la USSC.
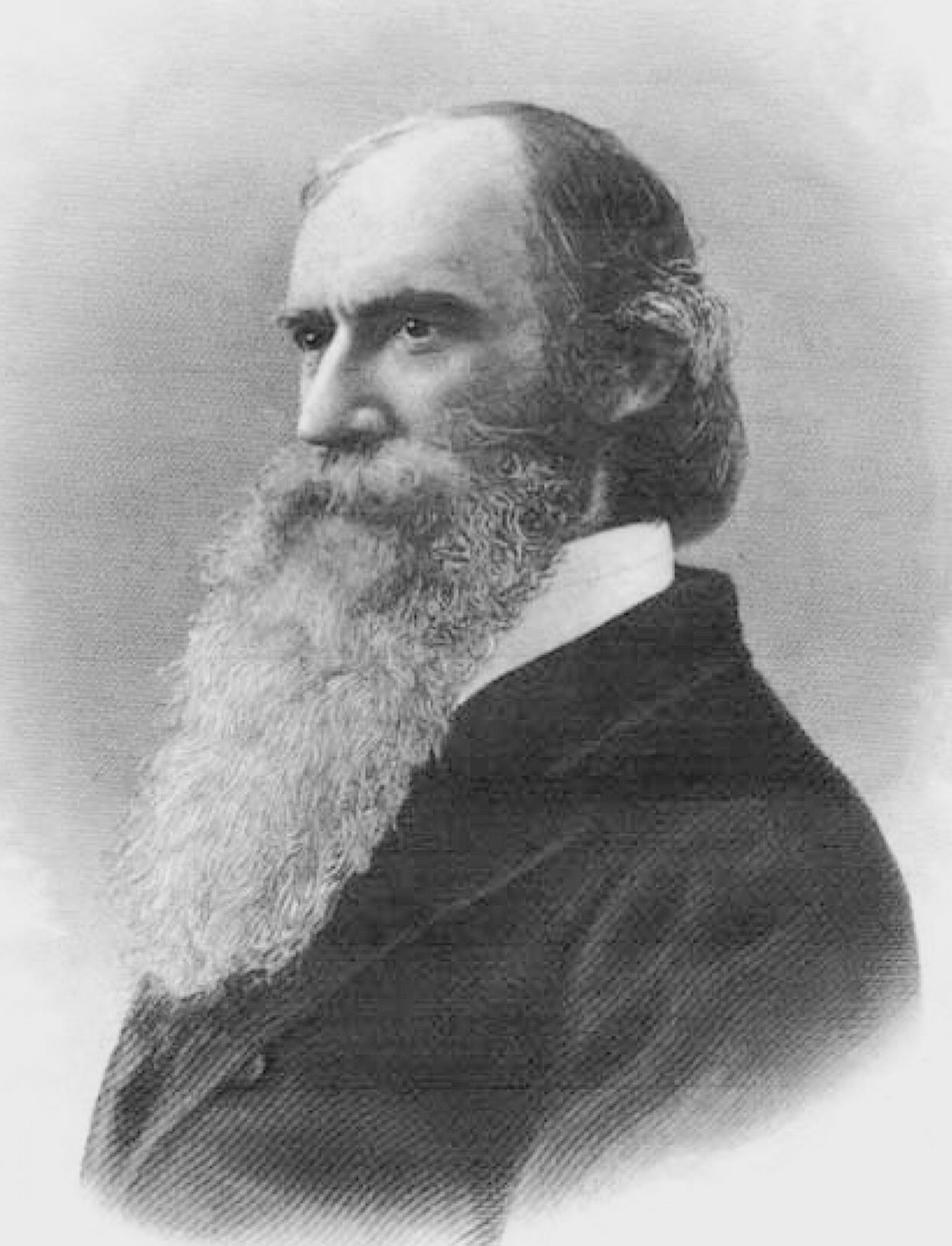
John Strong Newberry, médecin, géologue et organisateur hors-pair, fut chargé du département de l'Ouest pour la Sanitary.
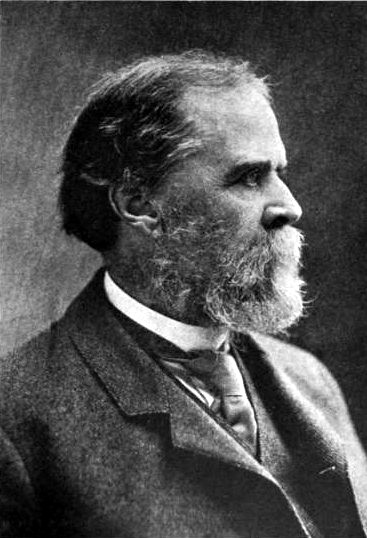
Oliver Wolcott Gibbs, l'un des membres fondateurs et un administrateur de la USSC.
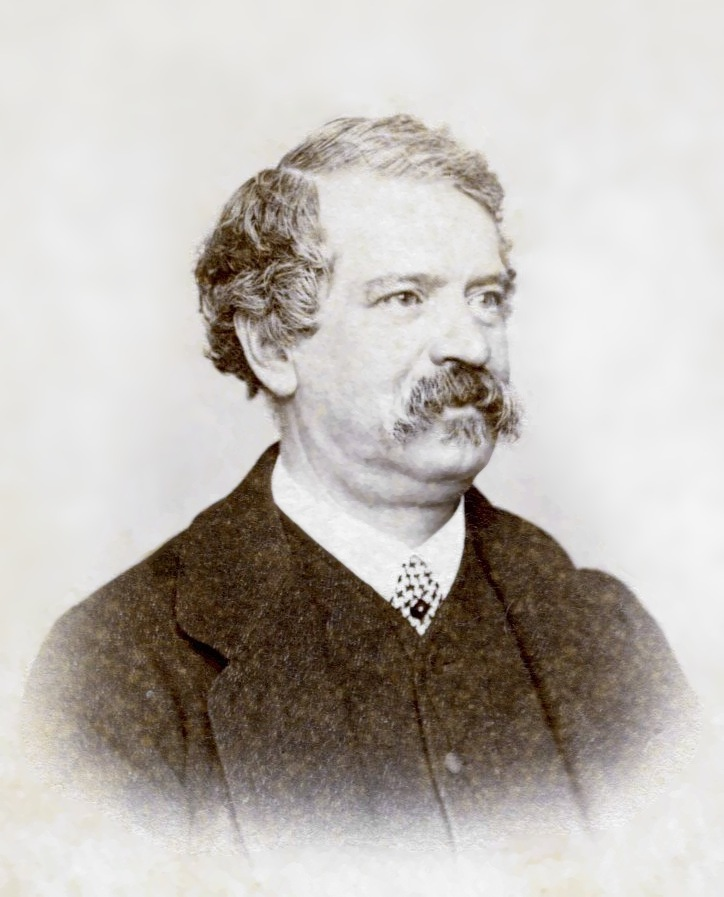
William Holme Van Buren, médecin et chirurgien réputé, membre fondateur et actif de la Sanitary.
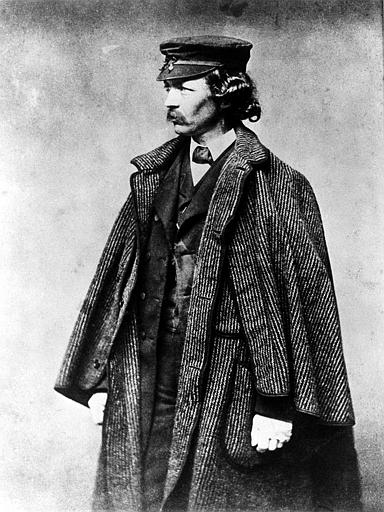
Frederick Law Olmstead photographié en 1857. Cheville ouvrière de l'organisation, il assura le secrétariat exécutif de la Commission, de sa création jusqu'en septembre 1863.

## L'héritage de la Commission sanitaire

### Après la fin du conflit
À la fin du conflit, les différents départements de la Commission furent progressivement désactivés, chacun mettant un point d'honneur à remettre aux administrateurs des archives complètes. Ces archives furent d'abord données, en 1879, à la Astor Library. Elles sont aujourd'hui consultables à la New York Public Library. Elles couvrent, sur plus de 300 mètres linéaires, les années 1861-1878, incluant donc les archives de l'association for the Relief of the Misery of the Battle Fields qui reprit en partie le travail de la Sanitary après sa dissolution.
Seul le bureau des pensions continua son activité pendant plusieurs années, assurant la défense des vétérans, de leurs familles et des ayants droit des victimes du conflit. Son travail fut prolongé par l'Association for the Relief of the Misery of the Battle Fields, que créèrent d'anciens administrateurs de la Commission.

### Controverses

#### Association de bienfaisance ou administration?

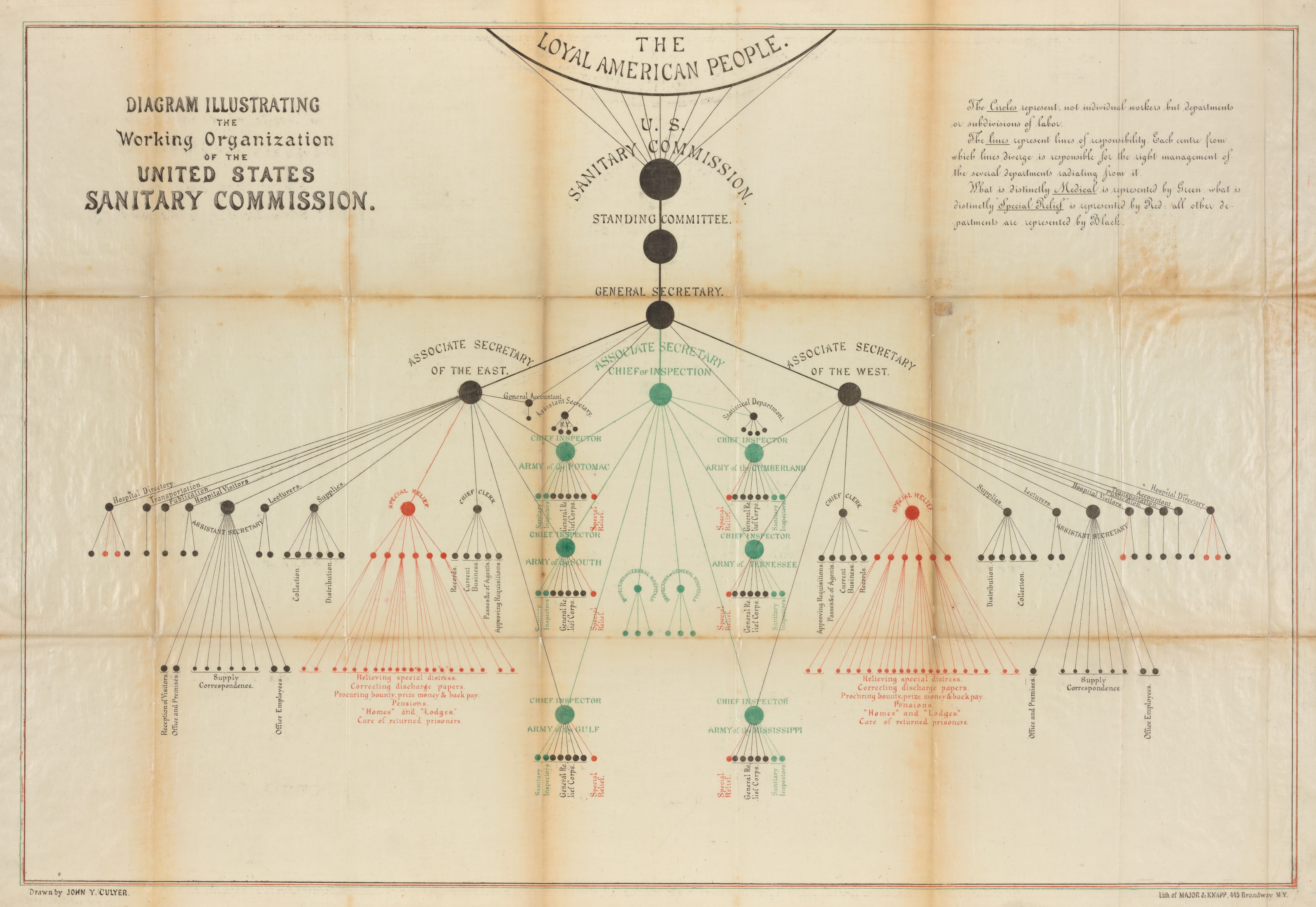
Organigramme de la United States Sanitary Commission (John Y. Culyer, New York Public Library)

A posteriori, le statut exact de la Commission sanitaire a été questionné. Créée par un acte du Congrès, elle n'était pas financée par le Gouvernement mais se comporta souvent comme une agence officielle. Pam Tise a analysé le positionnement exact de la USSC sur la base de sept critères et ses conclusions indiquent que la Commission avait, de sa fondation à sa dissolution, toutes les caractéristiques d'une agence gouvernementale.

#### Une organisation animée par des femmes et administrée par des hommes

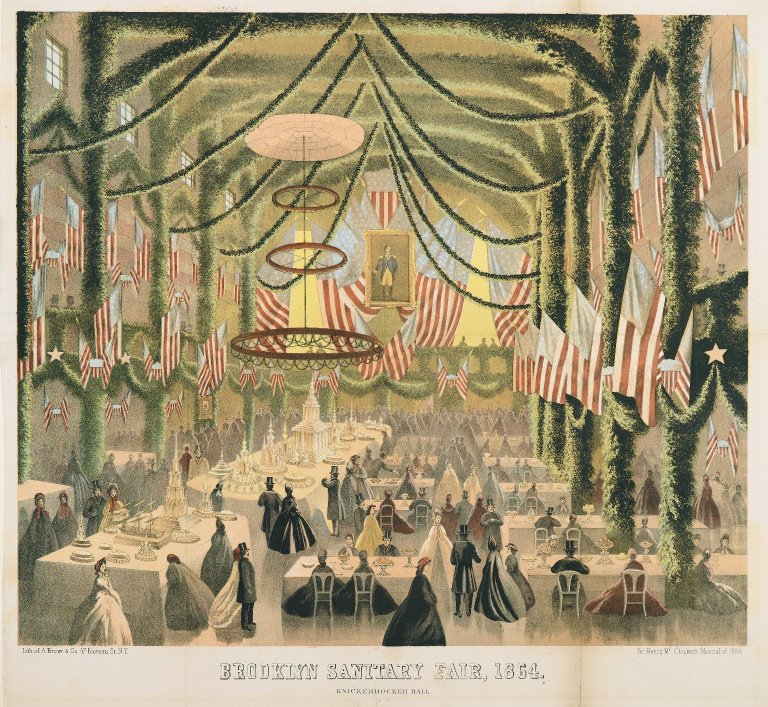
Sanitary fair à Brooklyn (Brooklyn Museum). Ces manifestations, le plus souvent organisées par des associations féminines de secours, furent une des sources de financement de la Sanitary Commission.

Si les administrateurs de la Commission étaient tous des hommes et si le staff salarié était quasi exclusivement masculin, le personnel bénévole était très majoritairement féminin. La Sanitary n'aurait pas pu prendre l'importance qu'elle eut sans l'engagement des femmes. Elles furent les chevilles ouvrières du mouvement, les organisatrices des associations locales et assumèrent la direction des branches territoriales affiliées à la USSC. L'histoire officielle de la Commission fait plus de place aux premières qu'aux secondes, louant, avec parfois un peu de condescendance l'esprit de sacrifices des mères, des épouses et des sœurs des combattants, mais réservant les premiers rôles aux gentlemen qui administraient l'organisation et aux cadres masculins qui en assuraient l'administration.
Il est certain que l'histoire de la Commission, telle que rédigée par Stillé, laisse dans l'ombre, du fait de son caractère officiel, une partie des débats internes et des querelles de personnes qui ont traversé l'organisation, pour se concentrer sur ses résultats. Le débat est encore ouvert pour savoir si des femmes engagées, comme les sœurs Blackwell, choisirent délibérément de mettre en avant des figures masculines pour obtenir, à travers la USSC, la reconnaissance du travail effectué par le réseau d'associations féminines que fédérait la WCRA, pour ensuite influer sur l'administration de l'organisation à partir des branches régionales ou locales qui leur furent confiées,.
Les interprétations diffèrent sur ce point, et certains auteurs pensent que la distinction homme-femme n'est pas une grille de lecture pertinente en la matière, préférant proposer en lieu et place une interprétation fondée sur la division de classes. Dans cette perspective, l'organisation se serait construite sur la base d'un accord tacite entre gentlemen et dames de la bonne société, pour mettre au service d'une organisation bureaucratique le travail bénévole de centaines de milliers de femmes issues des milieux populaires, dont certaines pouvaient à peine subvenir à leurs propres besoins. Une autre grille de lecture, enfin, intègre l'influence des courants religieux qui irriguaient alors la société américaine, et des conflits entre catholiques et protestants, et parmi ces derniers, entre les différentes congrégations.
Finalement, il apparaît que la WCRA et la USSC pourraient avoir constitué, pour les organisations féminines américaines et les jeunes femmes qui s'y engagèrent, « le chaînon manquant » entre les mouvements ruraux, populaires spontanés et souvent confessionnels, qui caractérisaient l'activisme féminin antebellum et ceux, urbains, bourgeois, laïcs et plus organisés qui occupèrent le devant de la scène après la fin de la guerre (mouvement des « suffragettes », mouvement pour la tempérance, etc.).

Trois figures féminines liées à l'effort de guerre
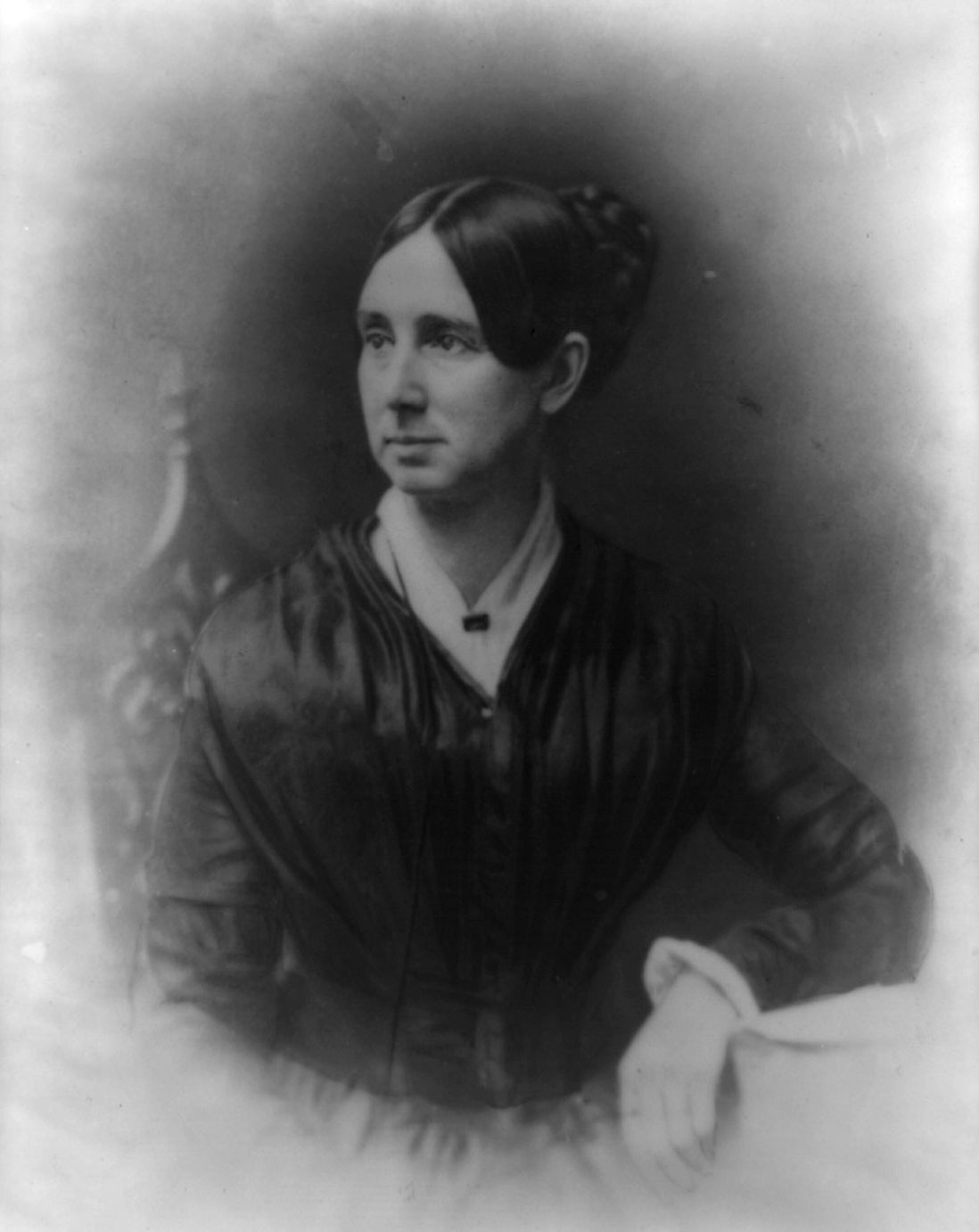
Dorothea Lynde Dix, surintendante des infirmières de l'armée de l'Union pendant la guerre de Sécession.
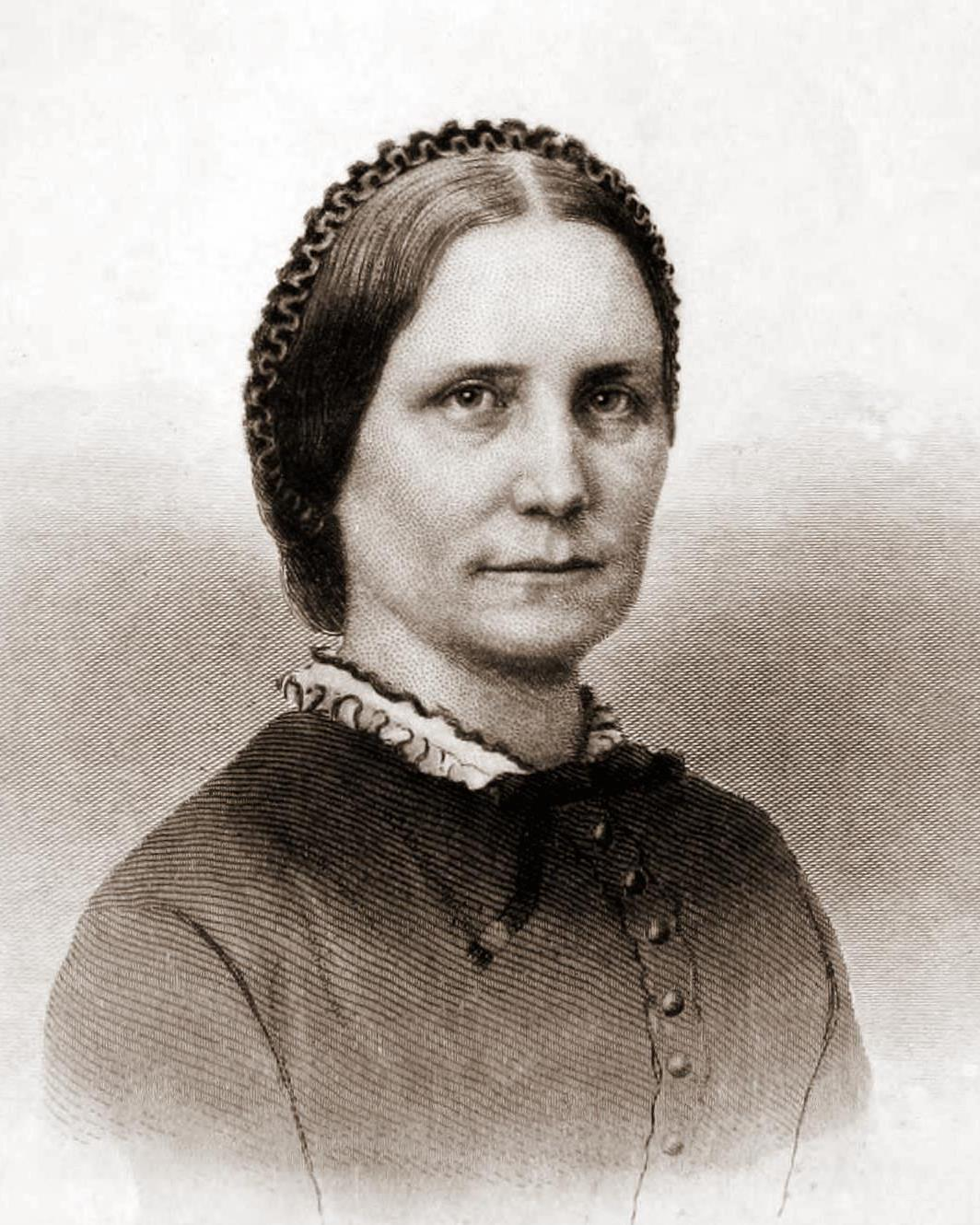
Mary Livermore fut une des correspondantes de la USSC pour sa branche nord-ouest basée à Chicago.
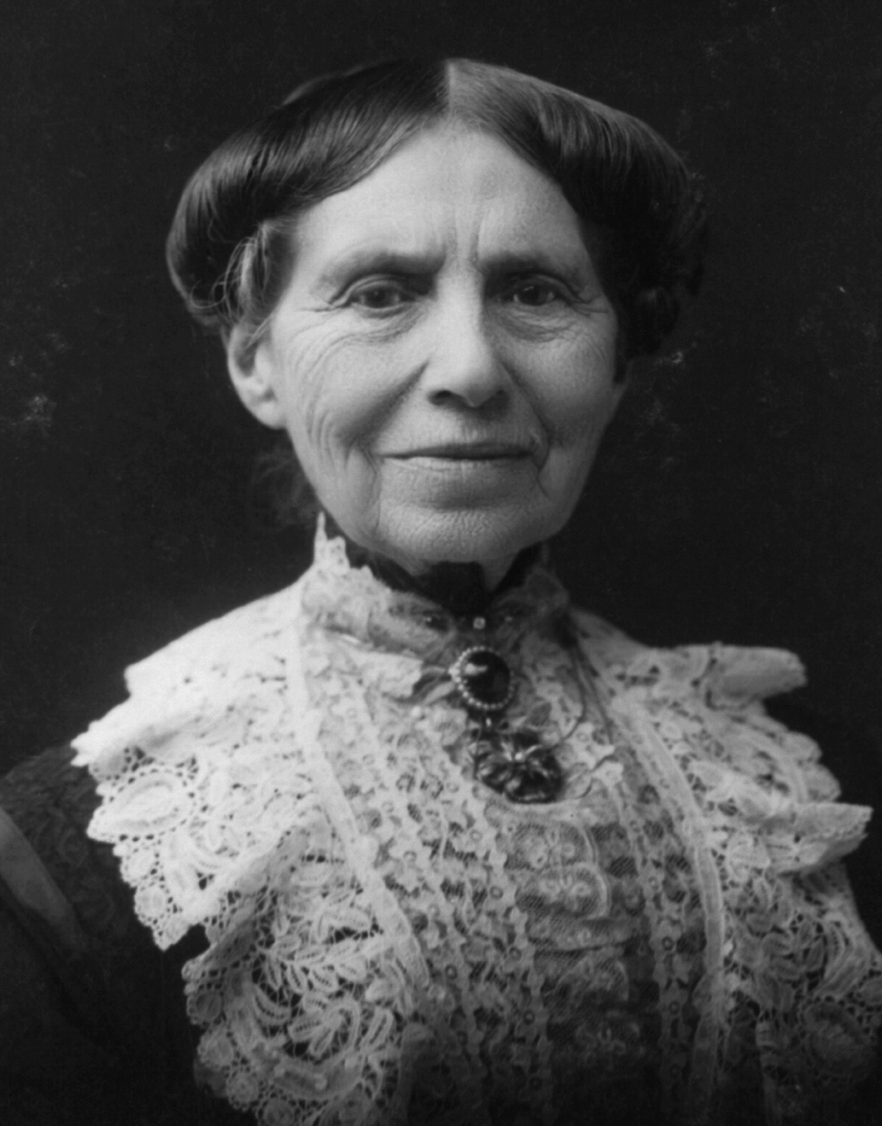
Clara Barton était dame de confiance (lady in charge), pour les hôpitaux du front, dans l'armée de la James River.

Parmi les innombrables femmes qui ont travaillé avec la Commission sanitaire, certaines ont laissé leur nom à la postérité, soit parce qu'elles consignèrent leur expérience dans des écrits, soit parce qu'elles étaient les plus engagées dans les secours aux soldats, soit parce que leur travail humanitaire déboucha, après la guerre, sur d'autres combats menés au nom des femmes.
- Louisa Lee Schuyler (1837-1926). Correspondante de la USSC pour la WCAR à New York, elle fonda, après la guerre, la New York State Charities Aid Association et créa, en lien avec le Bellevue Hospital, la première école de formation pour infirmières des États-Unis
- Mary Livermore (1820-1905). Journaliste de métier, elle fut une des correspondantes de la USSC pour sa branche nord-ouest basée à Chicago. Elle organisa et fédéra les associations de secours de son district, participa à de nombreuses réunions et à des inspections d'hôpitaux et de campements. En 1863, elle organisa la première sanitary fair (baptisée Northwestern Soldiers' Fair) destinée à lever des fonds pour la USSC. Après la guerre, elle milita pour le vote des femmes et dans des organisations de tempérance. En 1869, elle fonda The Agitator, qui fusionna avec le Woman's Journal dont elle fut associate editor jusqu'en 1872.
- Katherine Prescott Wormeley (1830-1908). Traductrice dans le civil, elle fut infirmière dans l'armée de l'Union durant la guerre civile et infirmière en chef à l'hôpital militaire de Portsmouth Grove près de Newport (Rhode Island). Elle joua un rôle dans la création de la United States Sanitary Commission.
- Dorothea Lynde Dix (1802-1887). Pionnière des soins psychiatriques aux États-Unis, elle fut, pendant la guerre de Sécession, nommée surintendante des infirmières de l'armée de l'Union. En butte aux préjugés des médecins militaires, elle obtint, en 1863, par ordre du ministère de la Guerre et en lien avec le Surgeon general, le droit de nommer les infirmières. À la fin des hostilités, elle reprit son combat pour l'amélioration des asiles d'aliénés, des hospices d'indigents et des prisons.
- Clara Barton (1821-1912). Institutrice puis fonctionnaire au bureau des Brevets, elle fut nommée dame de confiance pour les hôpitaux du front de l'armée de la James River, commandée par le général Benjamin Butler. Après la guerre, elle géra le Bureau des disparus, s'engagea pour le vote des femmes et pour les droits des noirs et fonda aux États-Unis, en 1881, la branche américaine de la Croix-Rouge internationale.
- Eliza Emily Chappell Porter (1807-1888). Dès 1861, Porter se rendit à Cairo (Illinois) pour participer à l'organisation des hôpitaux, à la distribution des secours et à l'assistance aux blessés et aux malades. En octobre 1861, elle fut nommée office manager pour la branche nord-est de la USSC (Chicago) et se partagea, pendant le reste de la guerre, entre ces fonctions et des missions humanitaires sur le front. Après la guerre, elle s'engagea pour les droits des esclaves affranchis.